# François Rude
Pour les articles homonymes, voir Rude.
François Rude né le 4 janvier 1784 à Dijon et mort le 3 novembre 1855 à Paris est un sculpteur français. Il est représentatif de la transition entre le néoclassicisme et le romantisme, dont il est un des maîtres.

## Biographie

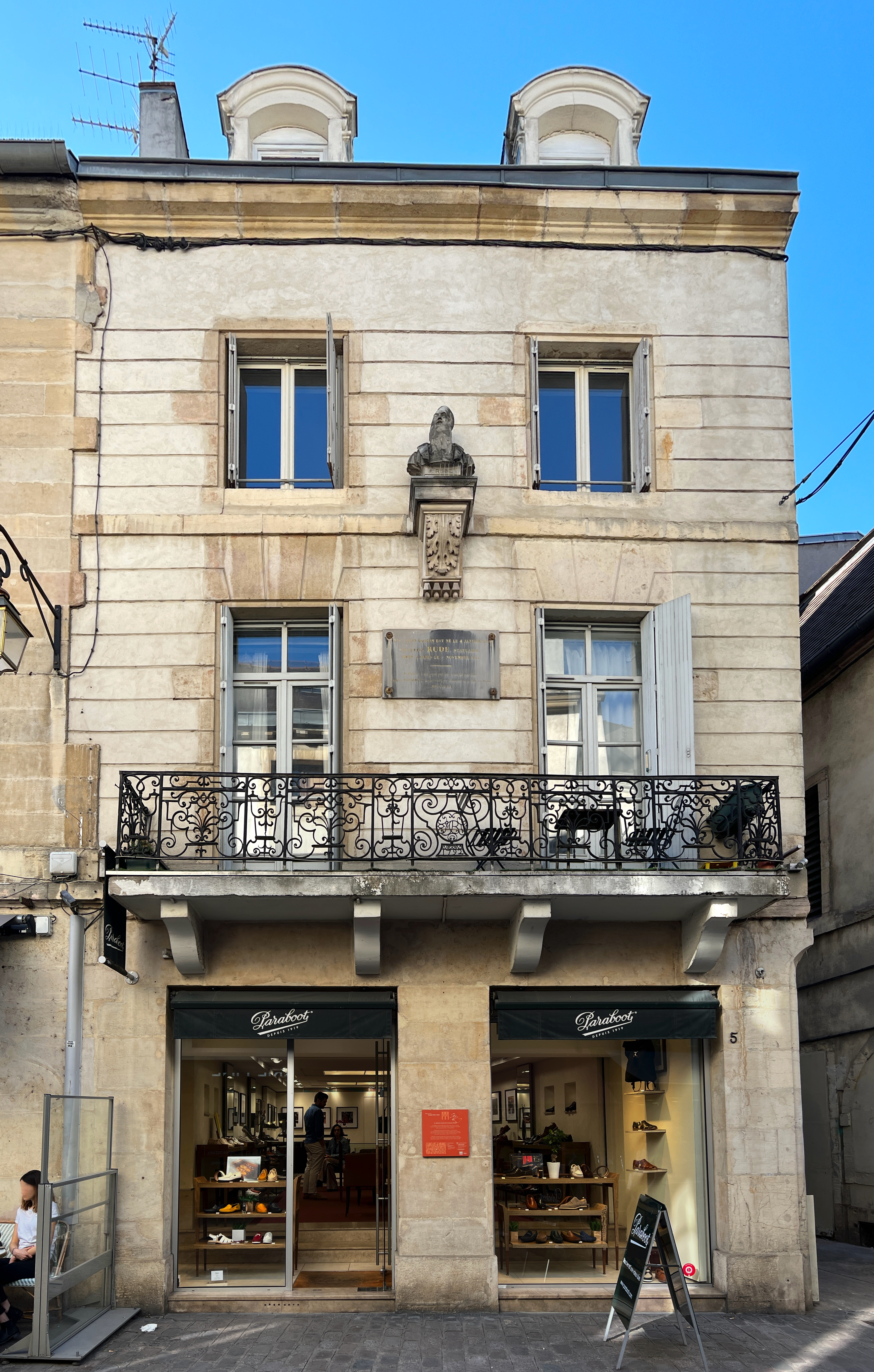
Maison de naissance, 5 rue François Rude, à côté de la place François-Rude de Dijon.

Né à Dijon (province de Bourgogne), au no 5 de l'actuelle rue François-Rude, à proximité de l'actuelle place François-Rude, il est fils de forgeron. François Rude apprend le dessin dans cette ville avec François Devosge et est soutenu par le conservateur adjoint du musée des Beaux-Arts de Dijon, mécène et ardent bonapartiste, Louis Frémiet, dont il épousera plus tard la fille, Sophie.
En 1809, il s'installe à Paris et est admis à l'École nationale supérieure des beaux-arts dans l'atelier de Pierre Cartellier, obtenant le prix de Rome de 1812 pour son Aristée déplorant la perte de ses abeilles. Les circonstances politiques contemporaines font qu'il ne pourra jamais bénéficier du séjour à l'Académie de France à Rome de la villa Médicis afférent au prix.
En 1815, après la chute du Premier Empire et la Restauration des Bourbons, il part s'installer à Bruxelles à la création du royaume uni des Pays-Bas, pour rejoindre sa belle-famille, et où il se met au service de l'architecte Charles Vander Straeten. Il exécute neuf bas-reliefs pour l'un des pavillons du palais de Tervuren, aujourd'hui disparu mais dont il subsiste des moulages. Il y épouse l'artiste peintre Sophie Frémiet, avec qui il a un fils, Amédée, mort en 1830. Avec l'architecte Charles Vander Straeten, il réalise des commandes officielles du roi Guillaume Ier des Pays-Bas en participant à plusieurs travaux de rénovation et de décoration de palais royaux, châteaux et monuments de Bruxelles comme le théâtre de la Monnaie ou le palais de la Bourse de Bruxelles.
Il revient ensuite à Paris en 1827 où il passe progressivement du néoclassicisme au romantisme. Après 1827, il produit une statue de la Vierge pour l'église Saint-Gervais-Saint-Protais de Paris et une statue de Mercure (Paris, musée du Louvre).

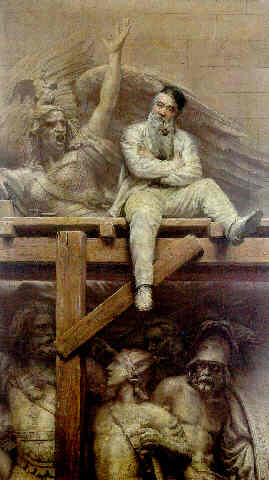
Joseph-Noël Sylvestre, François Rude travaillant sur l'Arc de triomphe (1893), collection particulière.

En 1833, il est décoré de la Légion d'honneur et obtient une commande de haut-relief pour l'arc de triomphe de l'Étoile : Le Départ des volontaires de 1792, communément appelé La Marseillaise, son œuvre la plus célèbre qui contribue grandement à sa renommée. En parallèle, il sculpte dans le marbre le Petit Pêcheur napolitain jouant avec une tortue (Paris, musée du Louvre).
Le succès de sa Marseillaise lui permet d'ouvrir son propre atelier et de former ainsi des élèves, dont son neveu Paul Cabet. Il reçoit plusieurs commandes pour des monuments publics en l'honneur de grands personnages, Louis Monge (1849), Antoine Joseph Bertrand (1852), Maréchal Ney. Il a également quelques commandes privées et religieuses.
En 1835, François Rude reprend la statue de Caton d'Utique lisant le Phédon avant de se donner la mort commencée par Jean-Baptiste Roman, dernière œuvre de l'artiste disparu cette même année 1835. Rude achève la statue en 1840. En 1839, le couple adopte Martine Cabet, nièce orpheline de Sophie, qui pose pour plusieurs de leurs œuvres. Elle sera la future épouse de leur neveu Paul Cabet.
À partir de 1852, il consacre les trois dernières années de sa vie à deux sculptures dont il a choisi lui-même les sujets pour répondre aux commandes de sujets libres de sa ville natale de Dijon : Hébé et l'Aigle de Jupiter et L'Amour dominateur du monde, dans lesquelles l'artiste renoue avec un certain néoclassicisme et qui constituent son testament artistique.
François Rude obtient une médaille d'honneur à l'Exposition universelle de 1855 à Paris. Il meurt la même année et est inhumé au cimetière du Montparnasse dans le 14e arrondissement de Paris, avec un buste de sépulture réalisé par son neveu Paul Cabet.

## Engagement politique
D'abord bonapartiste, François Rude devient républicain. Il se présente, sans succès, aux élections pour l'Assemblée constituante de 1848 et est nommé membre d'une commission pour étudier une réforme de l'École des beaux-arts la même année. Le Gisant de Godefroi Cavaignac (1847) témoigne ainsi de son engagement.

François Rude et sa famille
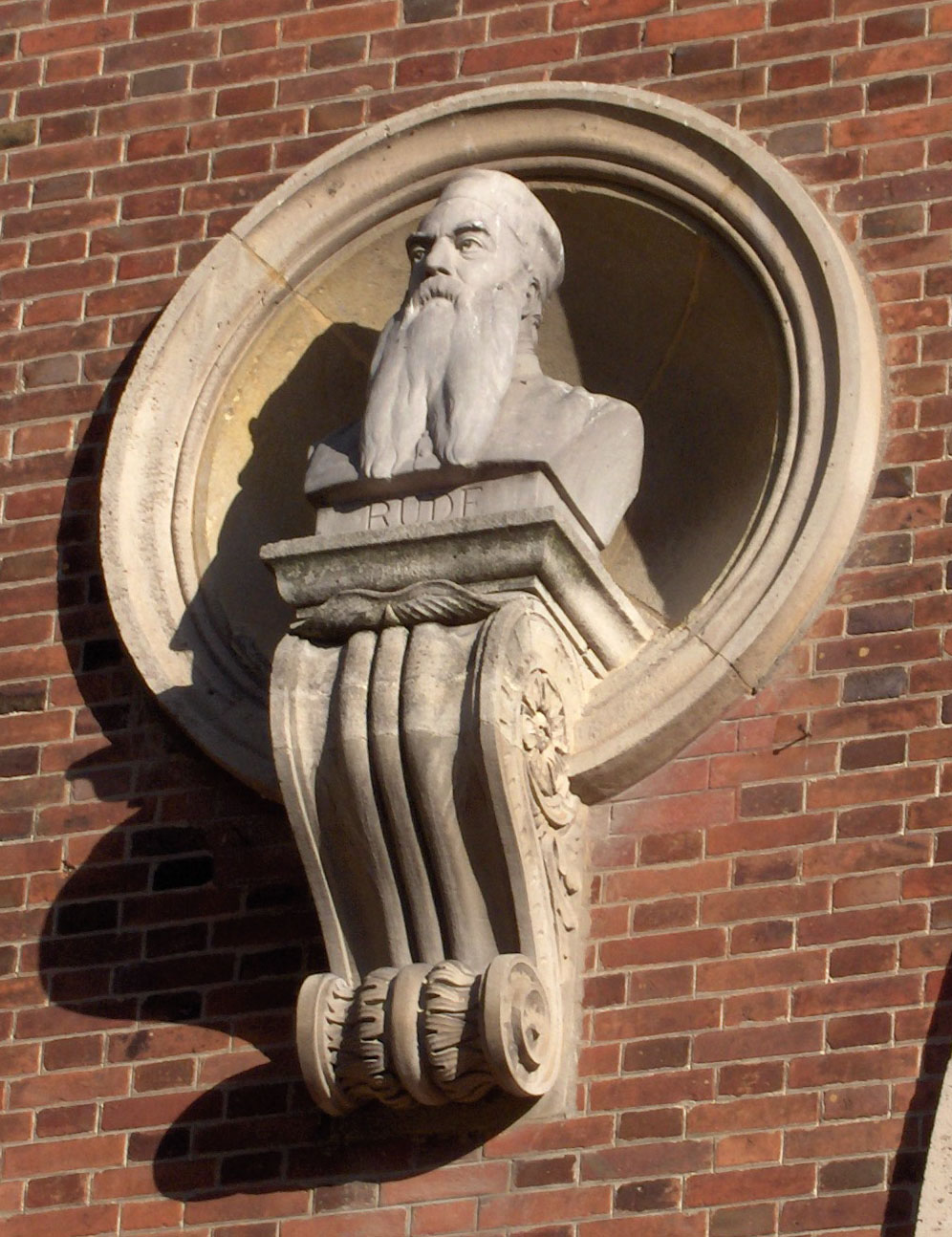
Joseph Tournois, Buste de François Rude, Paris, orangerie du jardin du Luxembourg.
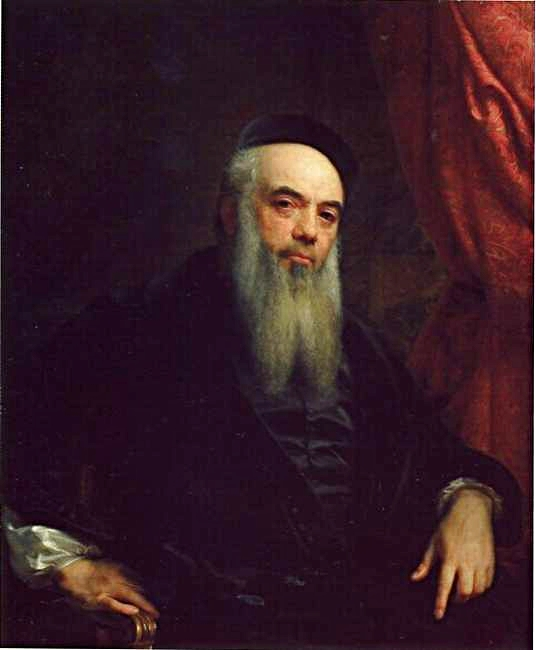
Portrait de François Rude (1842), par son épouse Sophie Rude, musée des Beaux-Arts de Dijon.
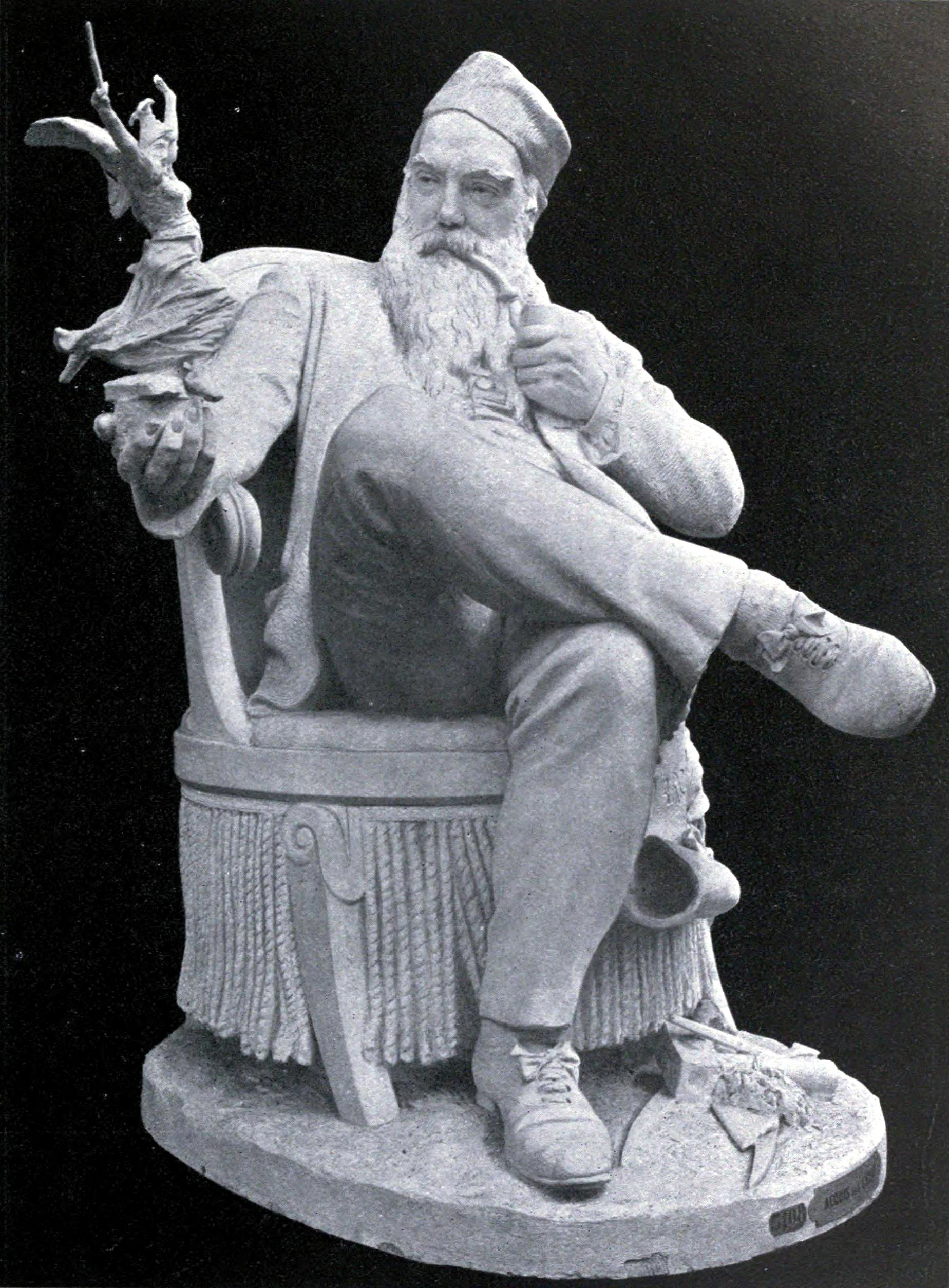
François Rude (Salon de 1906), par Emmanuel Frémiet, son neveu. Modèle en  plâtre, localisation inconnue.
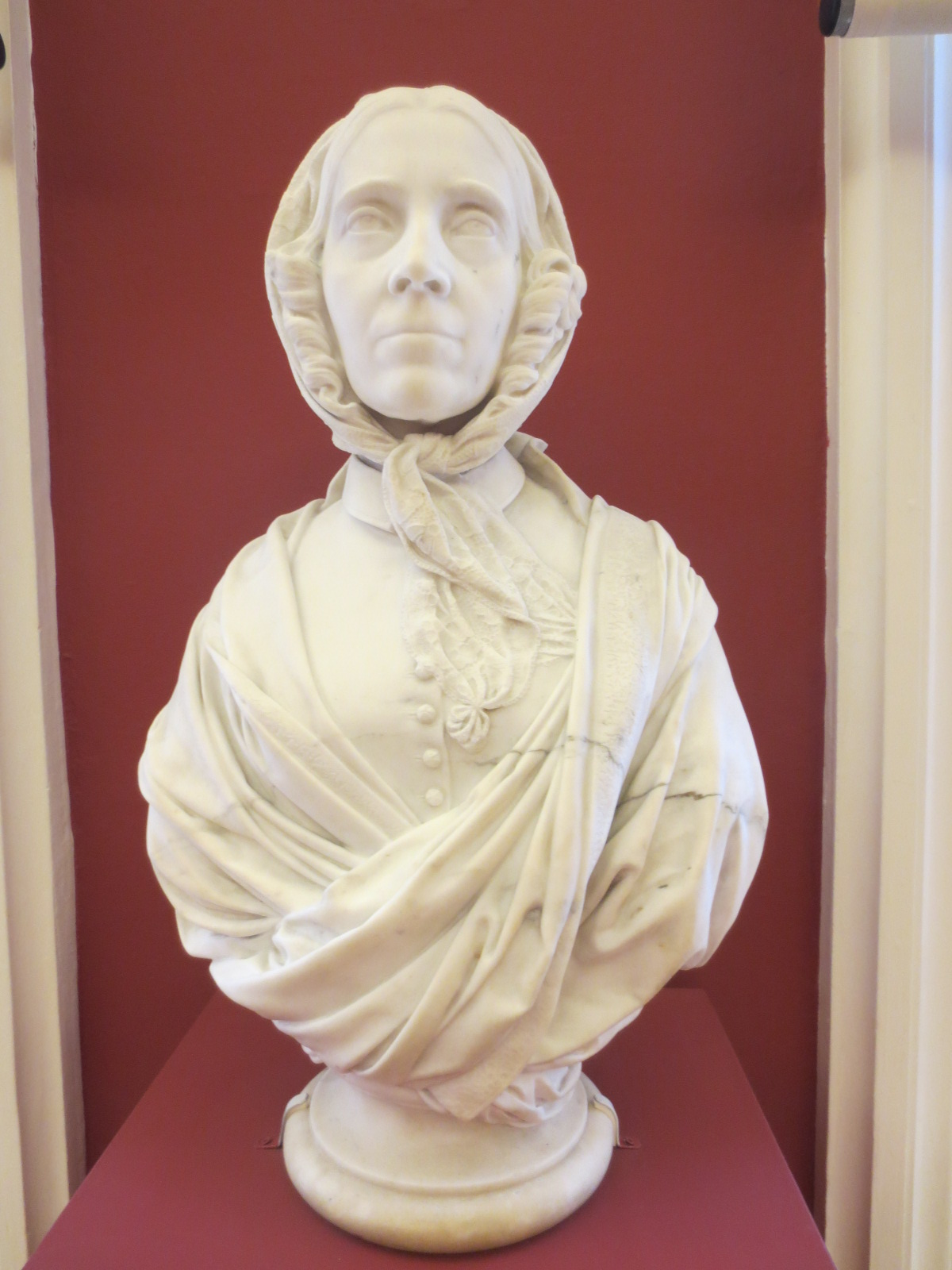
Sophie Rude (vers 1852-1855), née Frémiet, son épouse, par Paul Cabet, son neveu, musée des Beaux-Arts de Dijon.
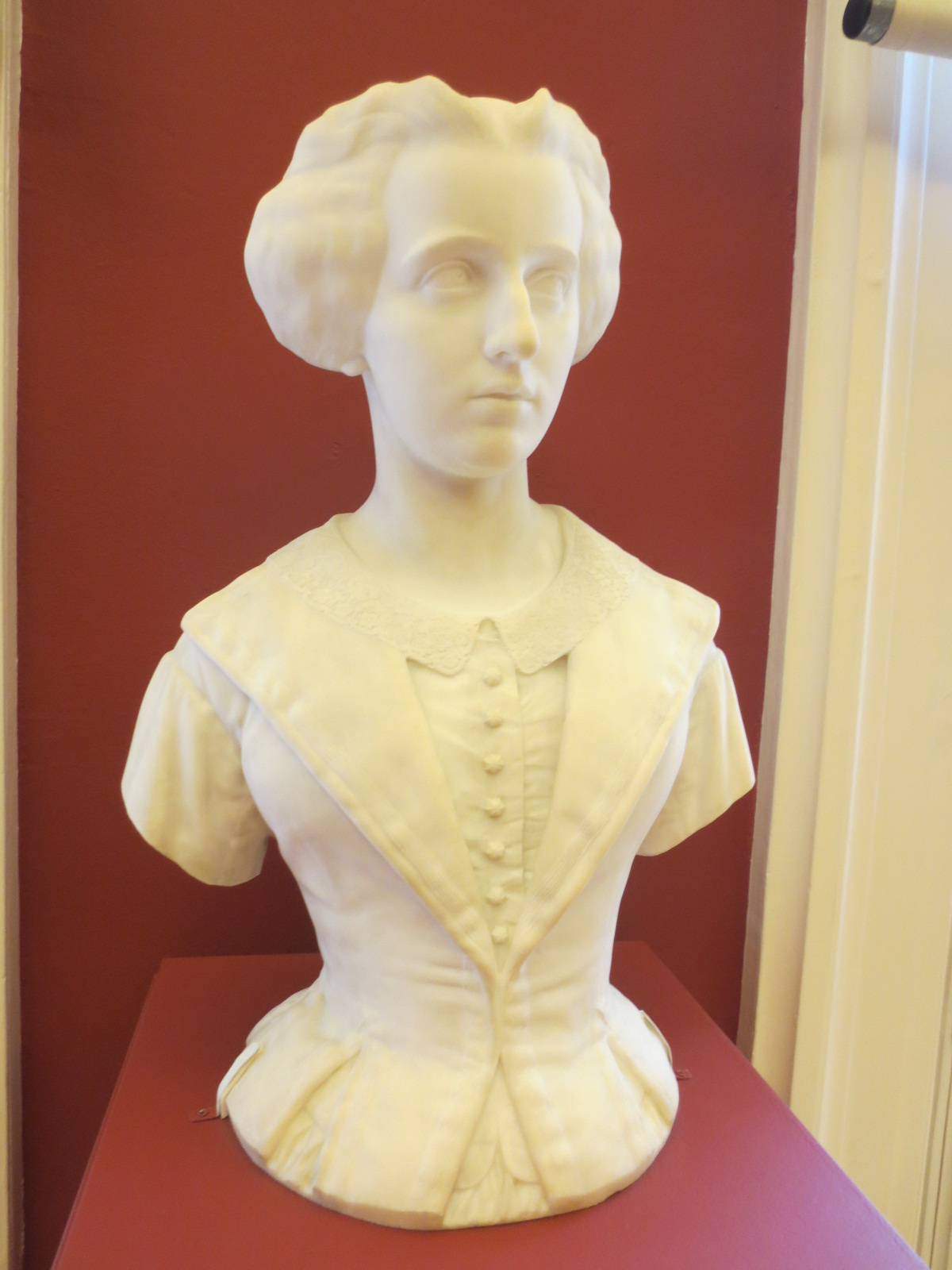
Martine Cabet (1853), née Vanderhaert, leur fille adoptive, par Paul Cabet, dont elle est l'épouse, musée des Beaux-Arts de Dijon.

## Œuvres

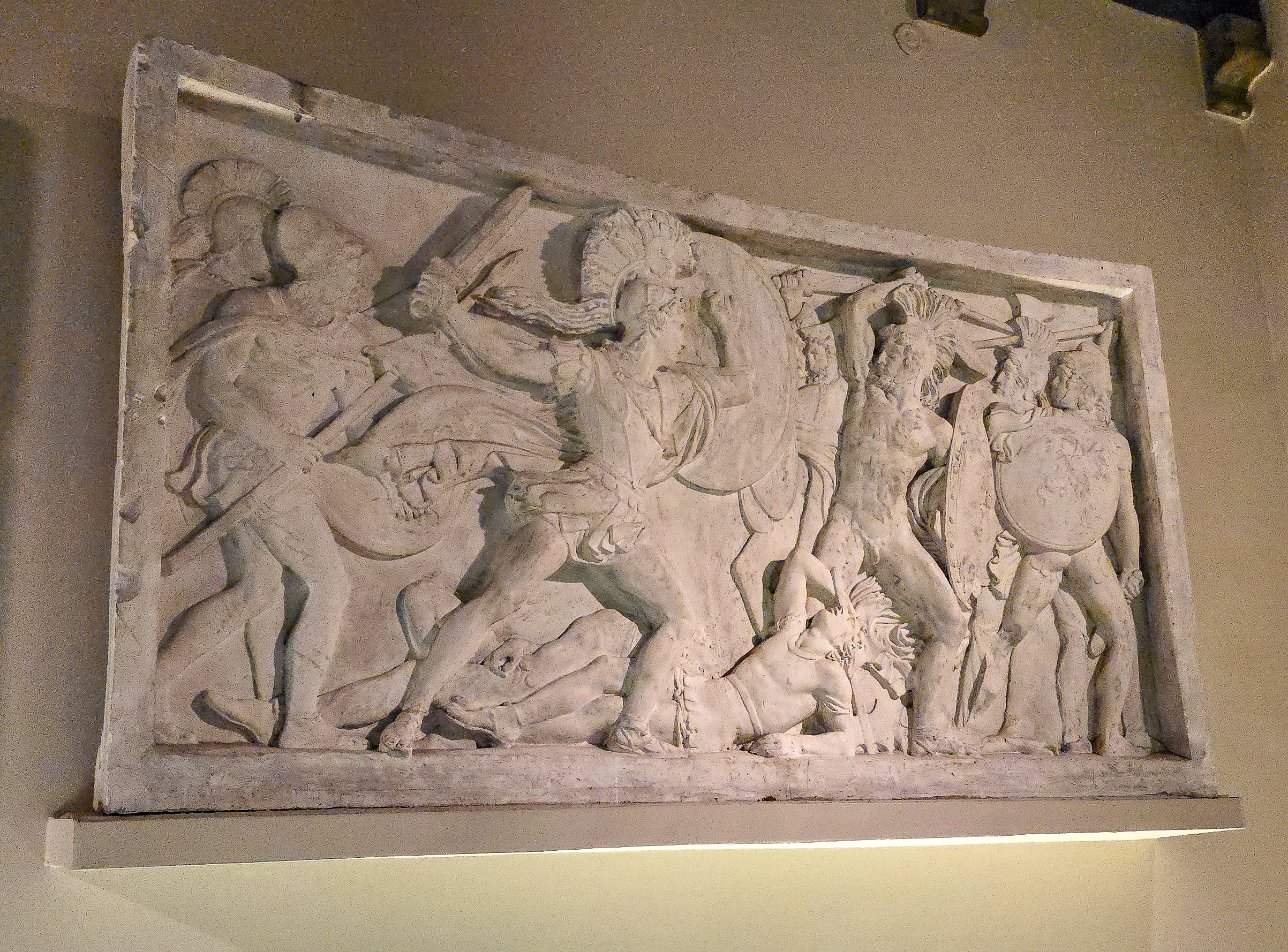
Combat d'Achille contre Hector. Moulage (1881) d'après un original de François Rude détruit en 1879, Musée de la Ville de Bruxelles, Maison du Roi (Bruxelles).

- Buste de Lapérouse, 1828, Paris, musée national de la Marine.
- Jacques Louis David, 1831, Paris, musée du Louvre[9].
- Jeune pêcheur napolitain jouant avec une tortue, marbre exposé aux Salons de 1831 et de 1833, Paris, musée du Louvre[10].
- Mercure rattachant ses talonnières après avoir tranché la tête d'Argus, 1834, bronze, Paris, musée du Louvre[11].
- Le Départ des volontaires de 1792, ou La Marseillaise, 1836, Paris, arc de triomphe de l'Étoile.
- Le Réveil de Napoléon, ou Napoléon s'éveillant à l'Immortalité, 1847, bronze, Fixin, musée et Parc Noisot[12].
- Gisant de Godefroy Cavaignac, 1847, cimetière Saint-Pierre de Montmartre[13].
- Monument à Gaspard Monge, 1849, bronze, Beaune[14]. Un surmoulage en plâtre de la statue est conservé à Dijon au musée Rude.
- Jeanne d'Arc, 1852, de la série des Reines de France et Femmes illustres du jardin du Luxembourg à Paris, transférée au musée du Louvre en 1872.
- Monument au Maréchal Ney, 1853, bronze, Paris, avenue de l'Observatoire[15].
- Monument au général Bertrand, 1854, bronze, Châteauroux[16].
- Calvaire, 1855, bronze, Paris, autel de l'église Saint-Vincent-de-Paul.
- Hébé et l'Aigle de Jupiter, 1855-1857, marbre, commande de la Ville de Dijon pour son musée des beaux-arts, achevé par son élève Paul Cabet[17].
- Christ crucifié, vers 1857, buste en marbre, achevé par Paul Cabet, Paris, musée du Louvre[18].
- Buste de la Marseillaise, Alger, musée national des Beaux-Arts d'Alger[19].
- Prométhée animant les Arts, palais Bourbon (Paris).
- Hébé, tête en plâtre, musée de Semur-en-Auxois

Quelques œuvres de François Rude
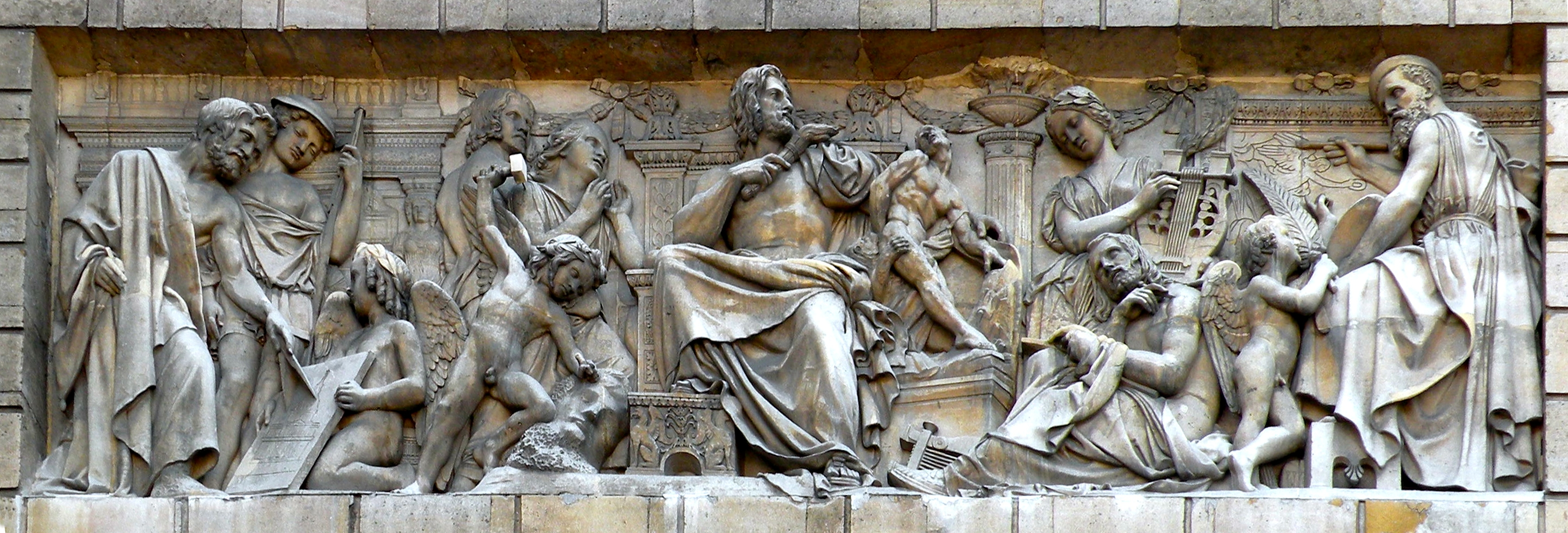
Prométhée animant les Arts, détail de la façade de la cour du pont du Palais Bourbon (1837).
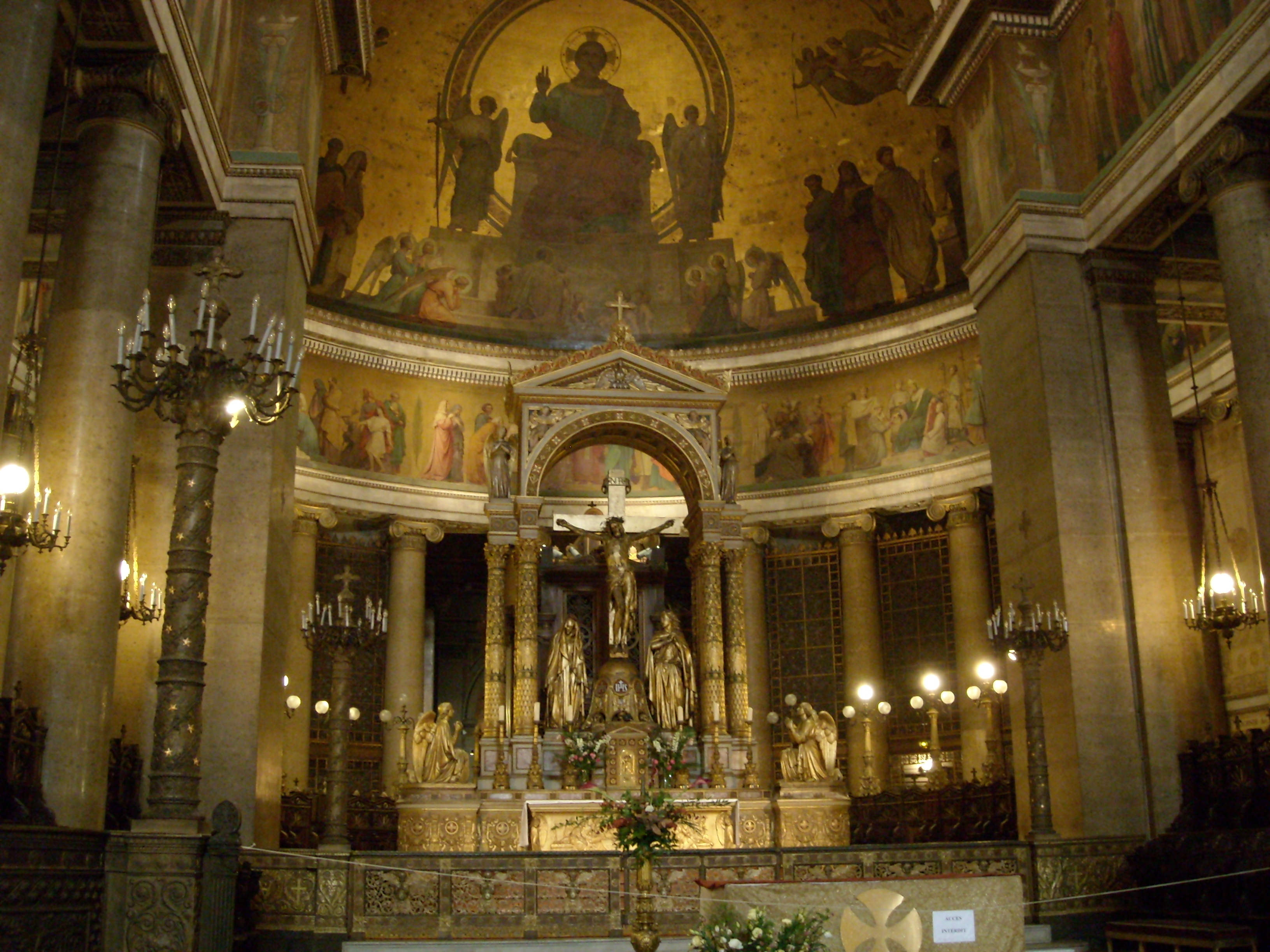
Calvaire en bronze du maître-autel de l'église Saint-Vincent-de-Paul de Paris (1848).
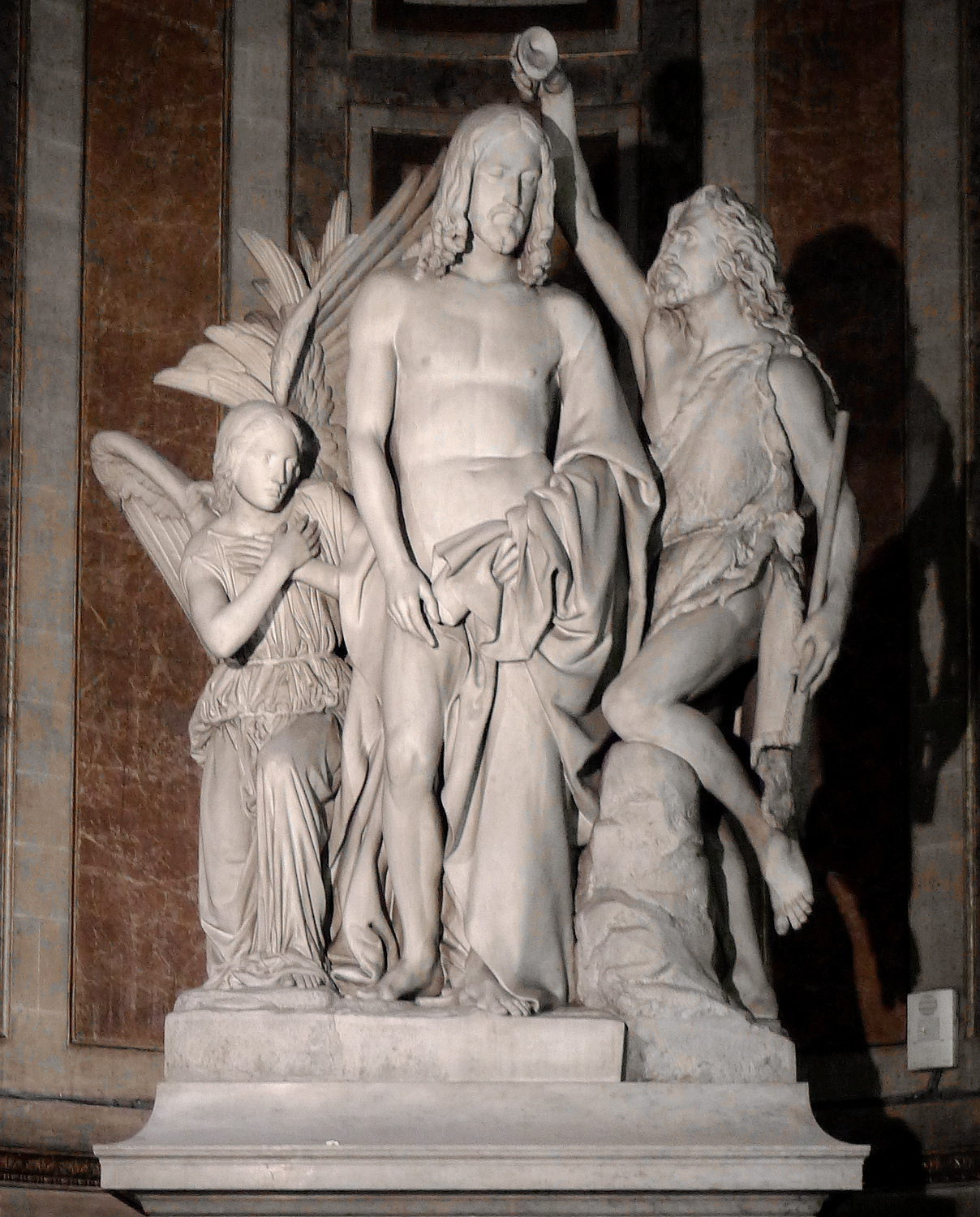
Le baptême du Christ par Saint Jean Baptiste, église de la Madeleine, Paris
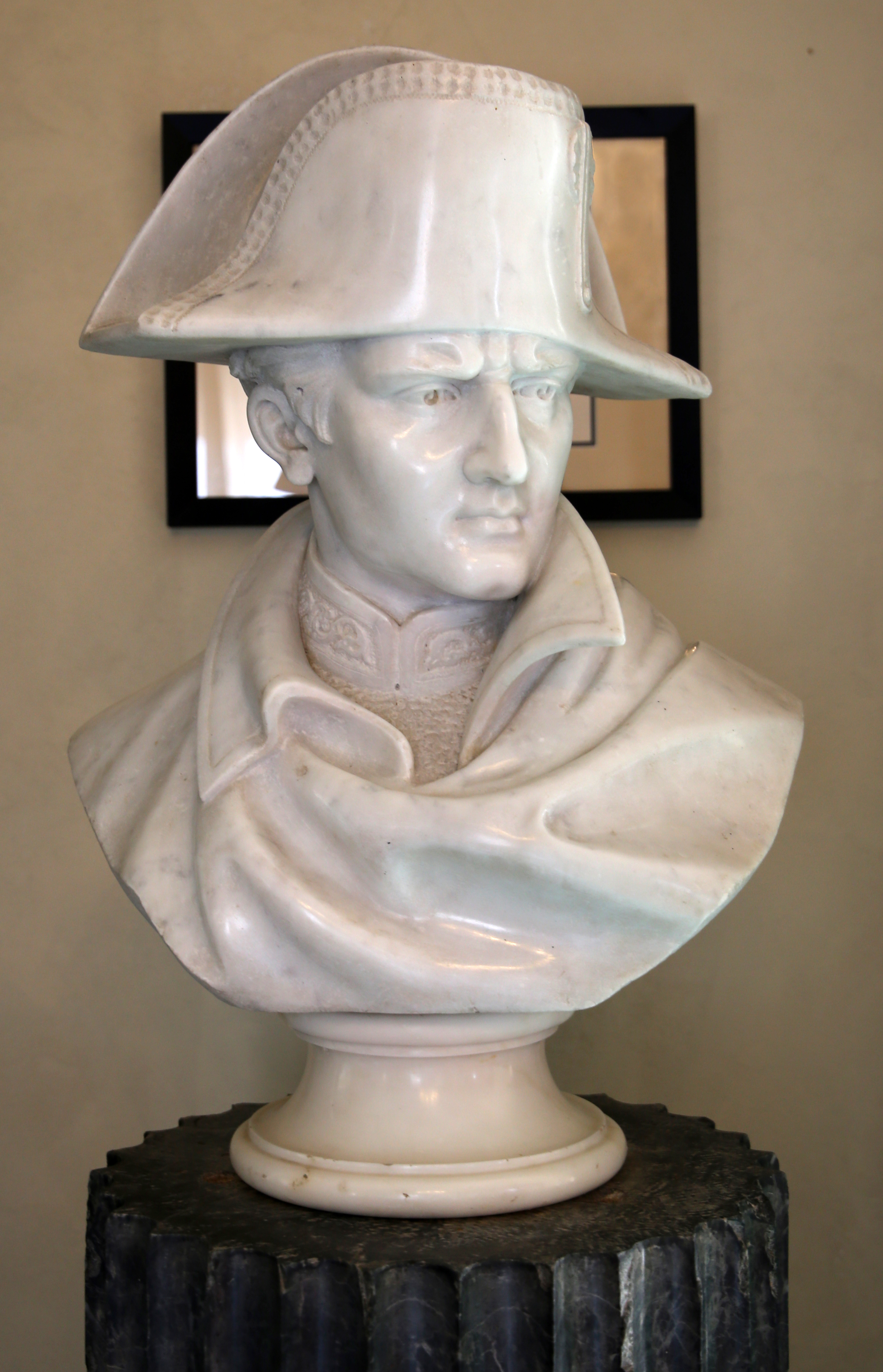
Buste de Napoléon Ier, Palazzina dei Mulini, île d'Elbe
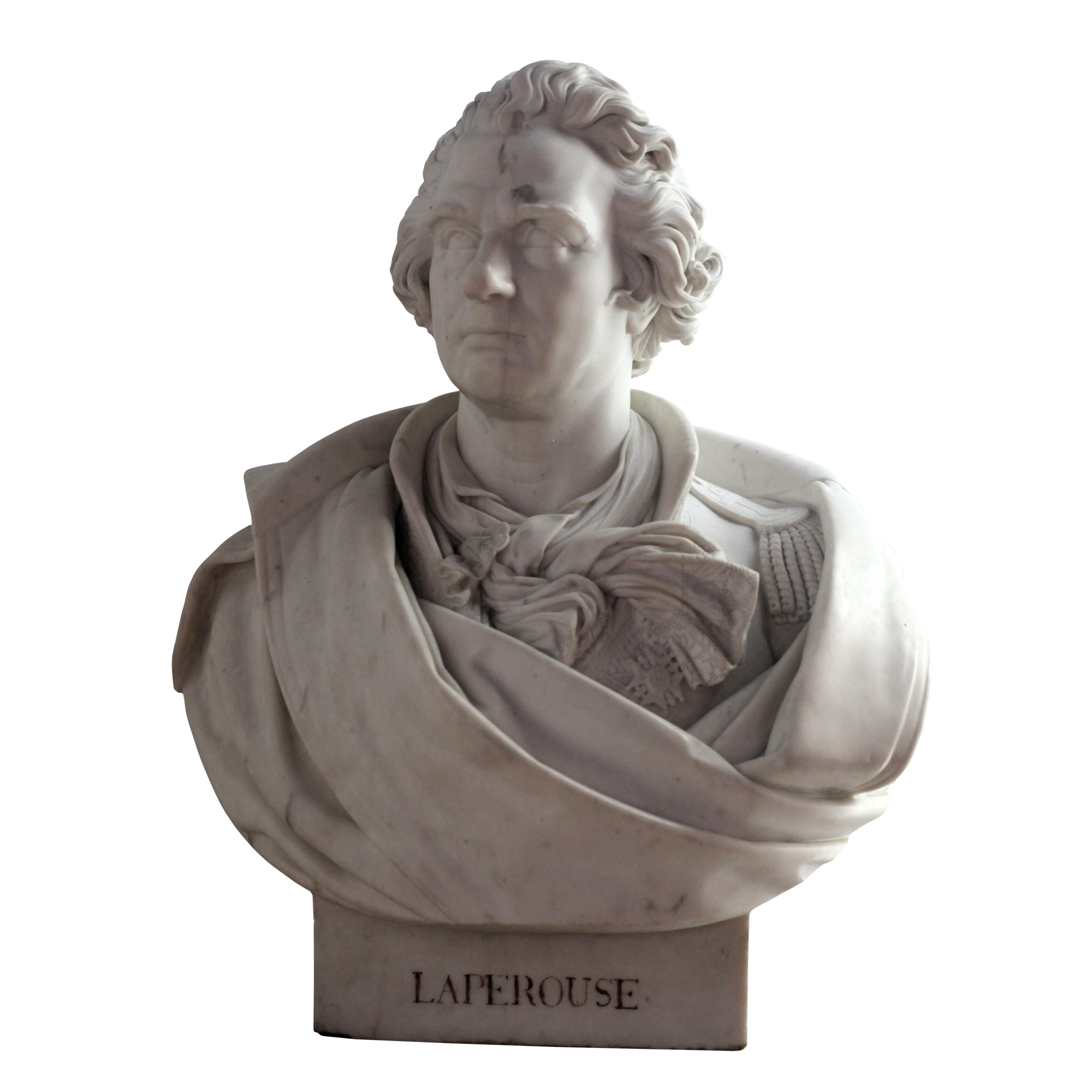
Buste de Jean-François de La Pérouse (1828), Paris, musée national de la Marine.
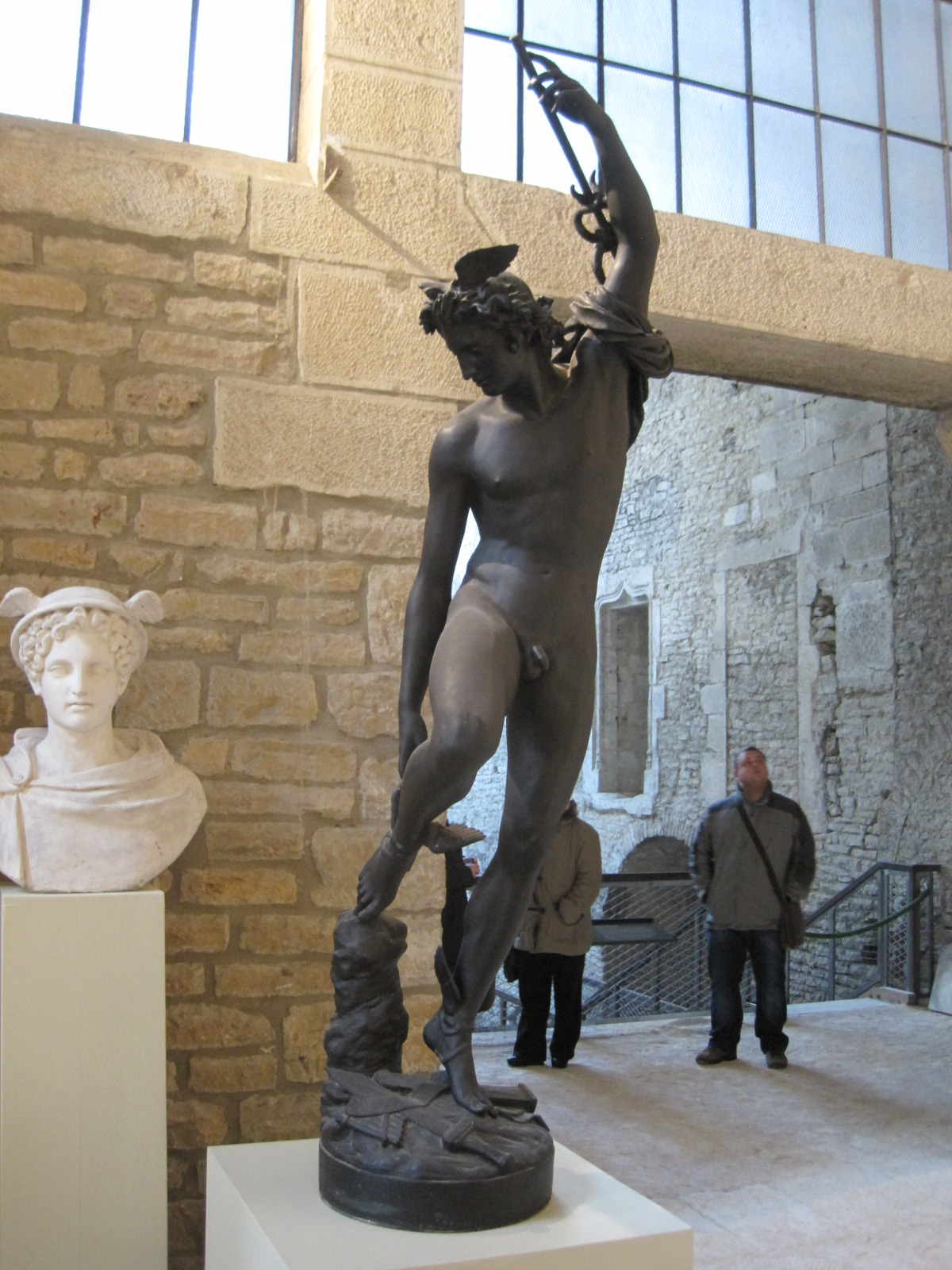
Mercure rattachant ses talonnières (1834), Dijon, musée Rude.
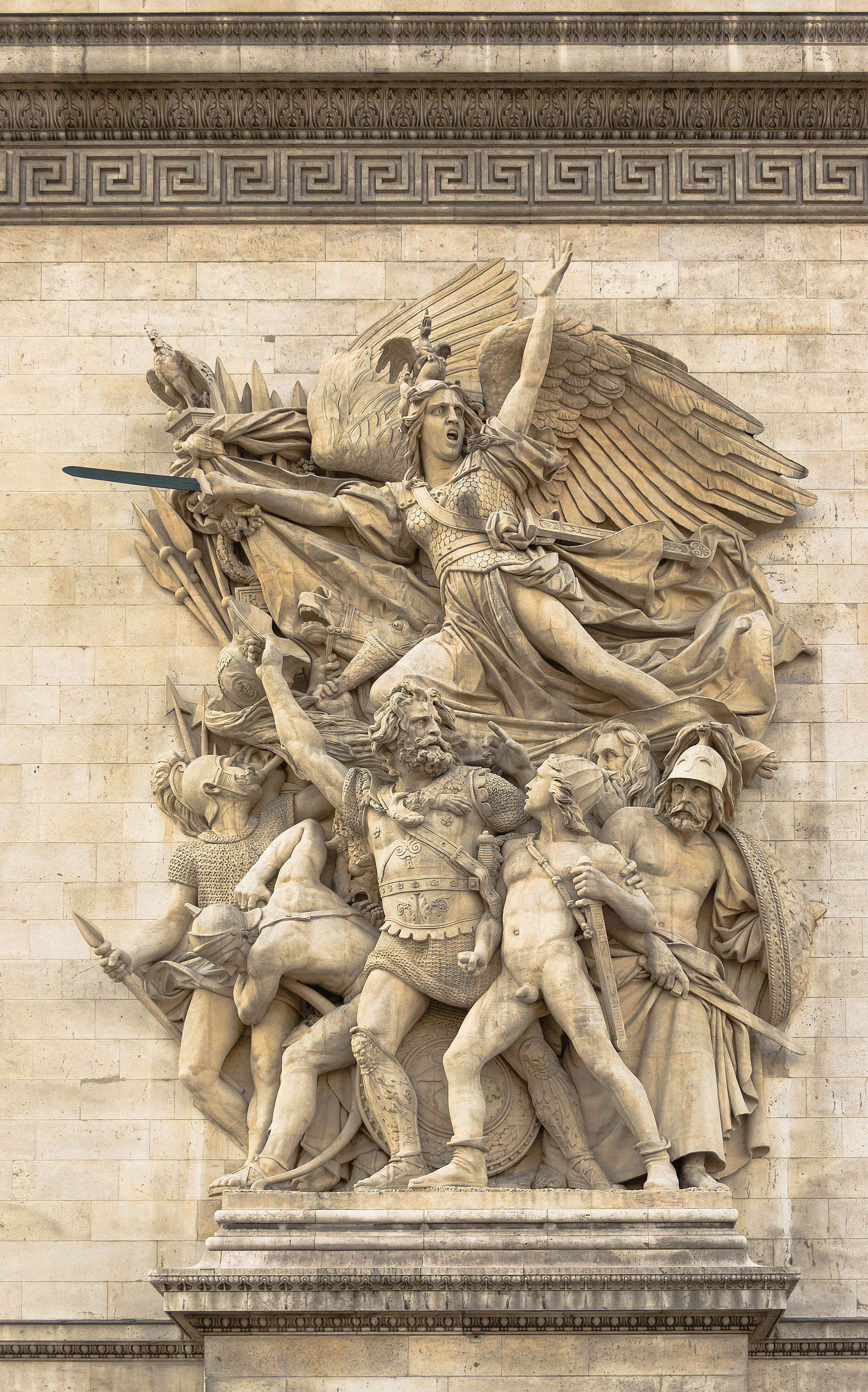
Le Départ des volontaires de 1792, ou  La Marseillaise (1836), Paris, arc de triomphe de l'Étoile.
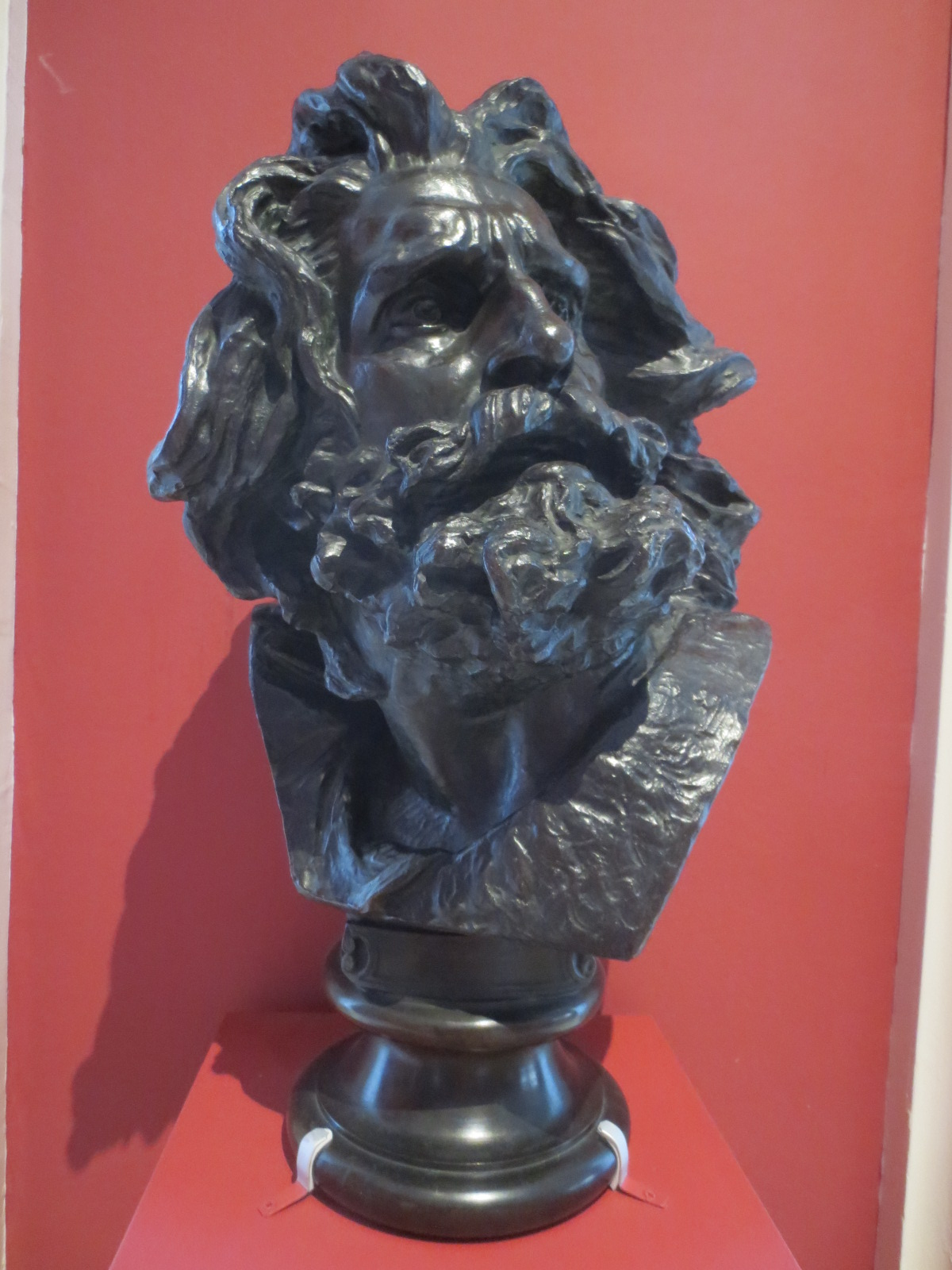
Le Guerrier Gaulois (1836), musée des Beaux-Arts de Dijon.
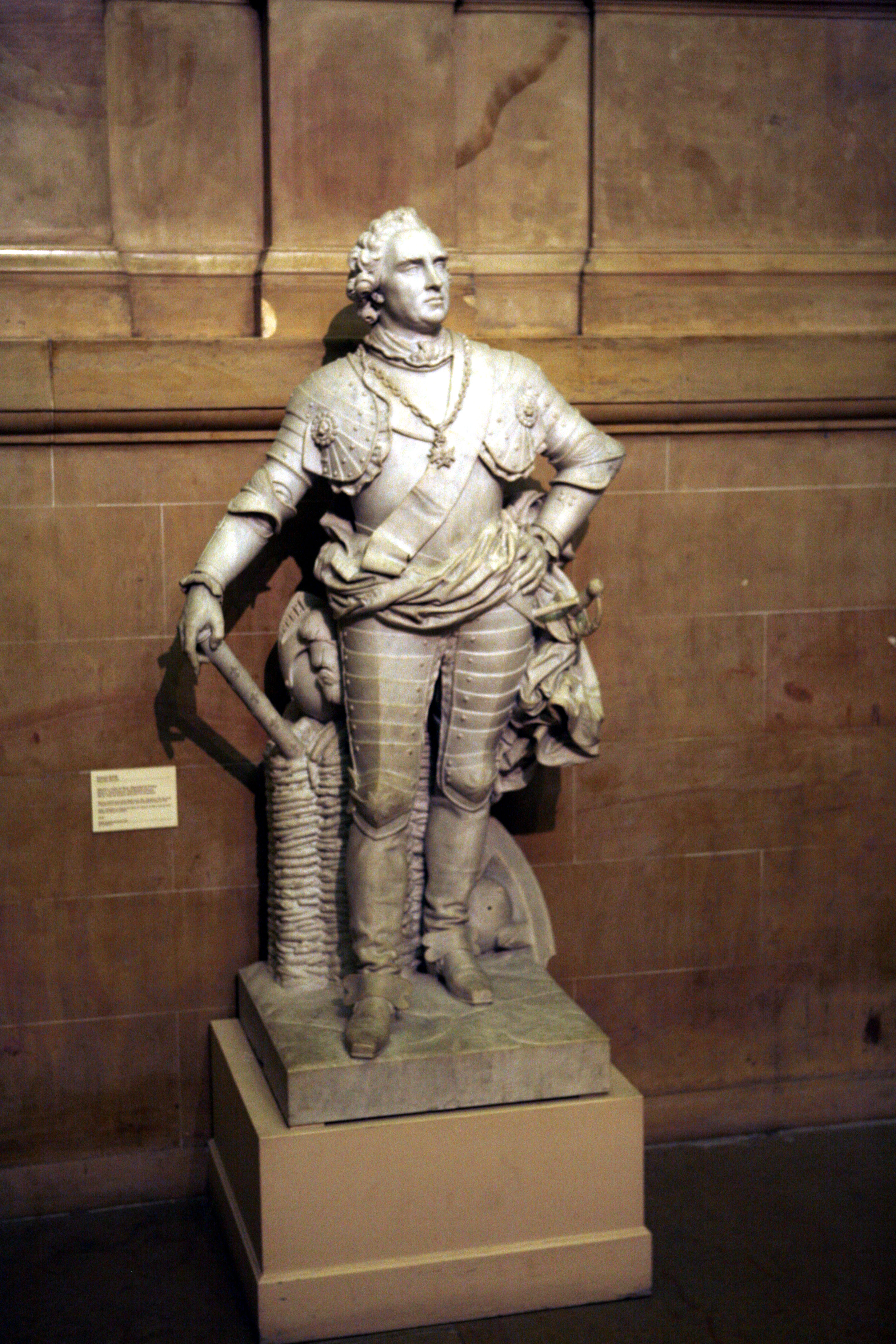
Le Maréchal de Saxe (1838), musée des Beaux-Arts de Dijon.
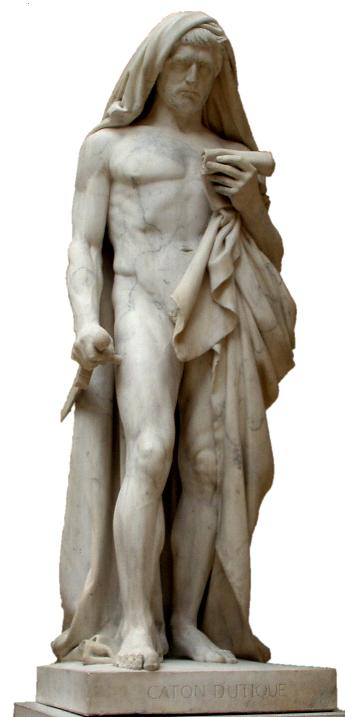
Jean-Baptiste Roman et François Rude, Caton d'Utique lisant le Phédon avant de se donner la mort (1840), Paris, musée du Louvre.
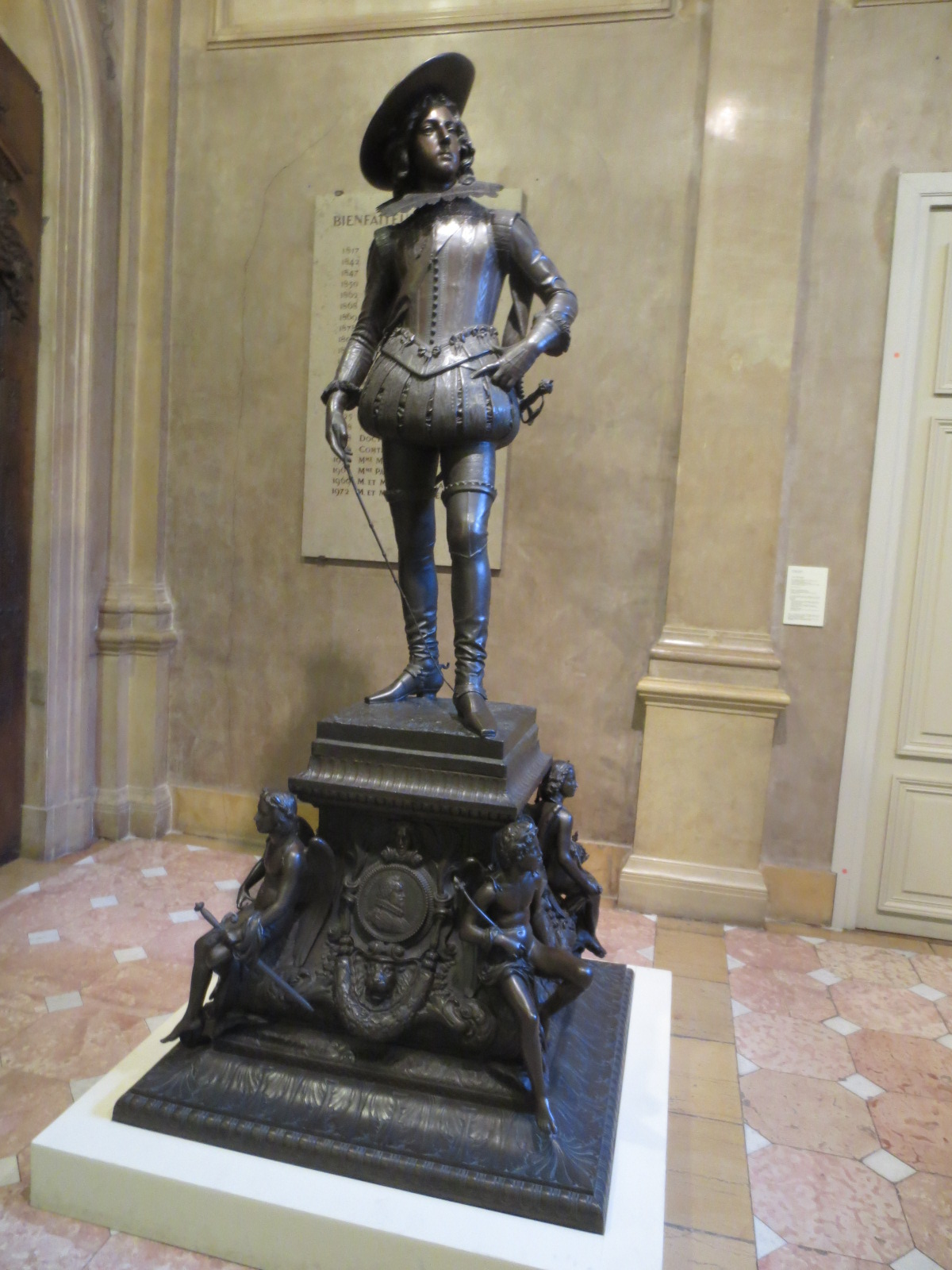
Louis XIII enfant (1843), musée des Beaux-Arts de Dijon.
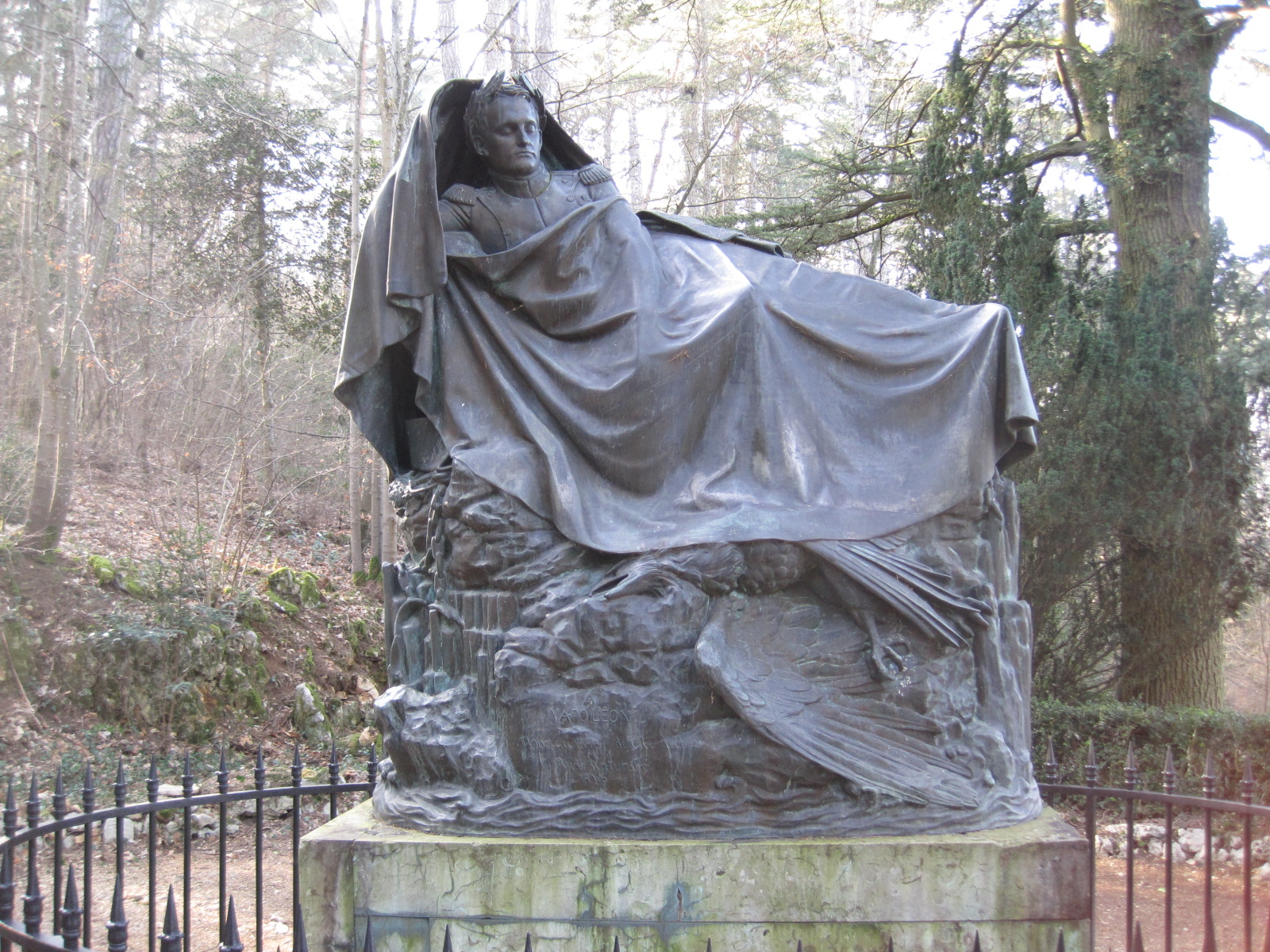
Napoléon s'éveillant à l'Immortalité (1847), Fixin, Musée et Parc Noisot.
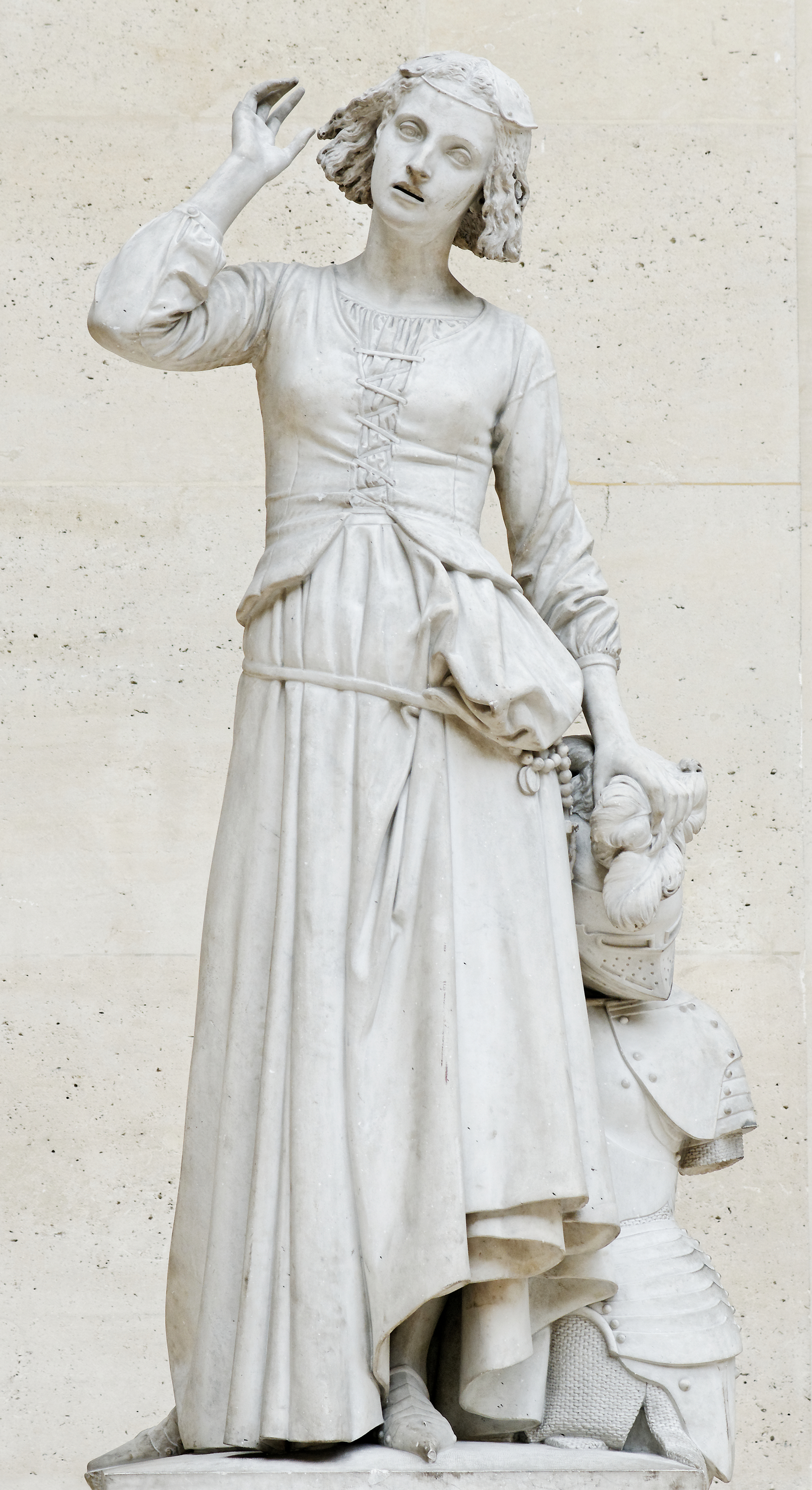
Jeanne d'Arc écoutant ses voix (1852), Paris, musée du Louvre.
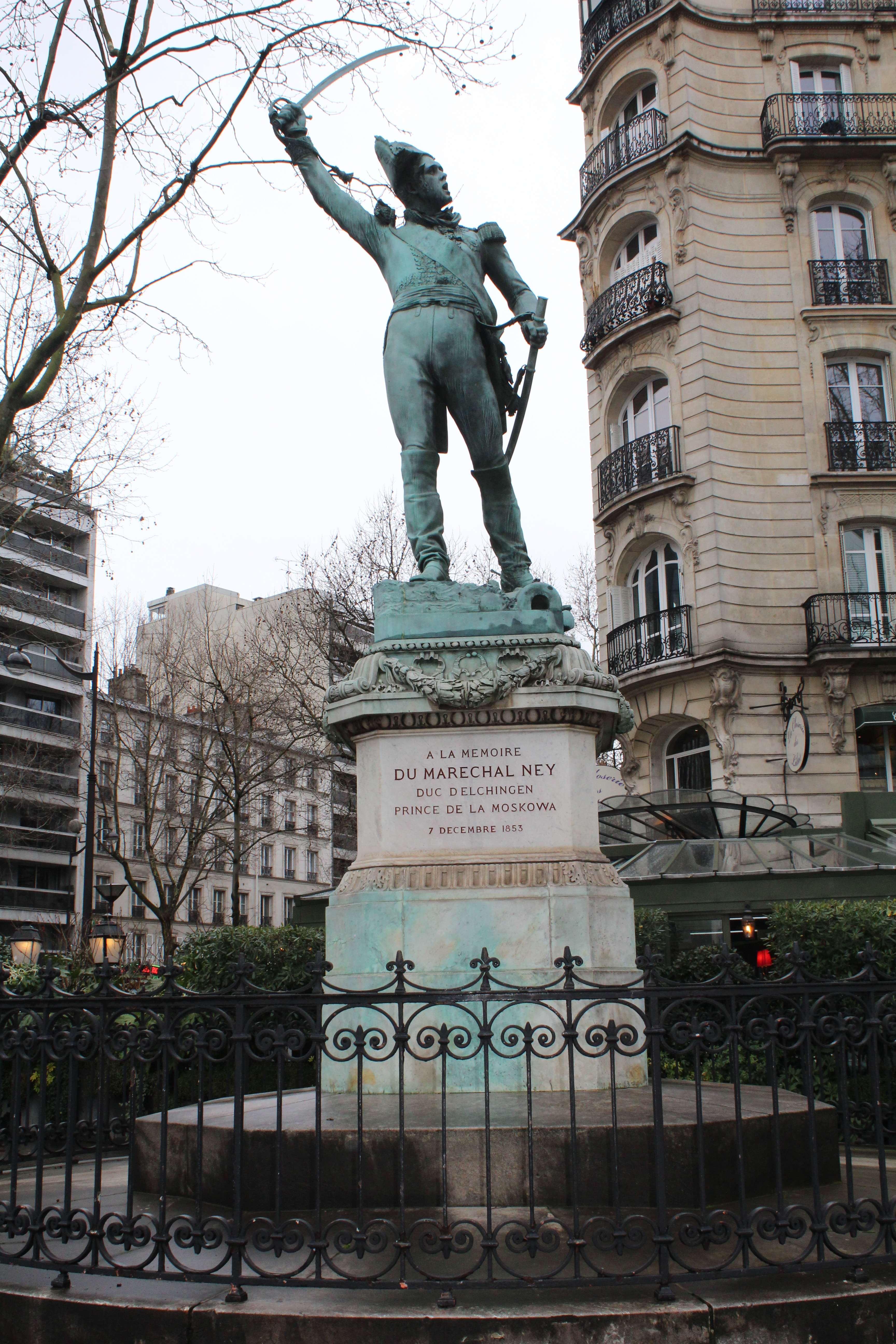
Monument au maréchal Ney (1853), Paris, avenue de l'Observatoire.
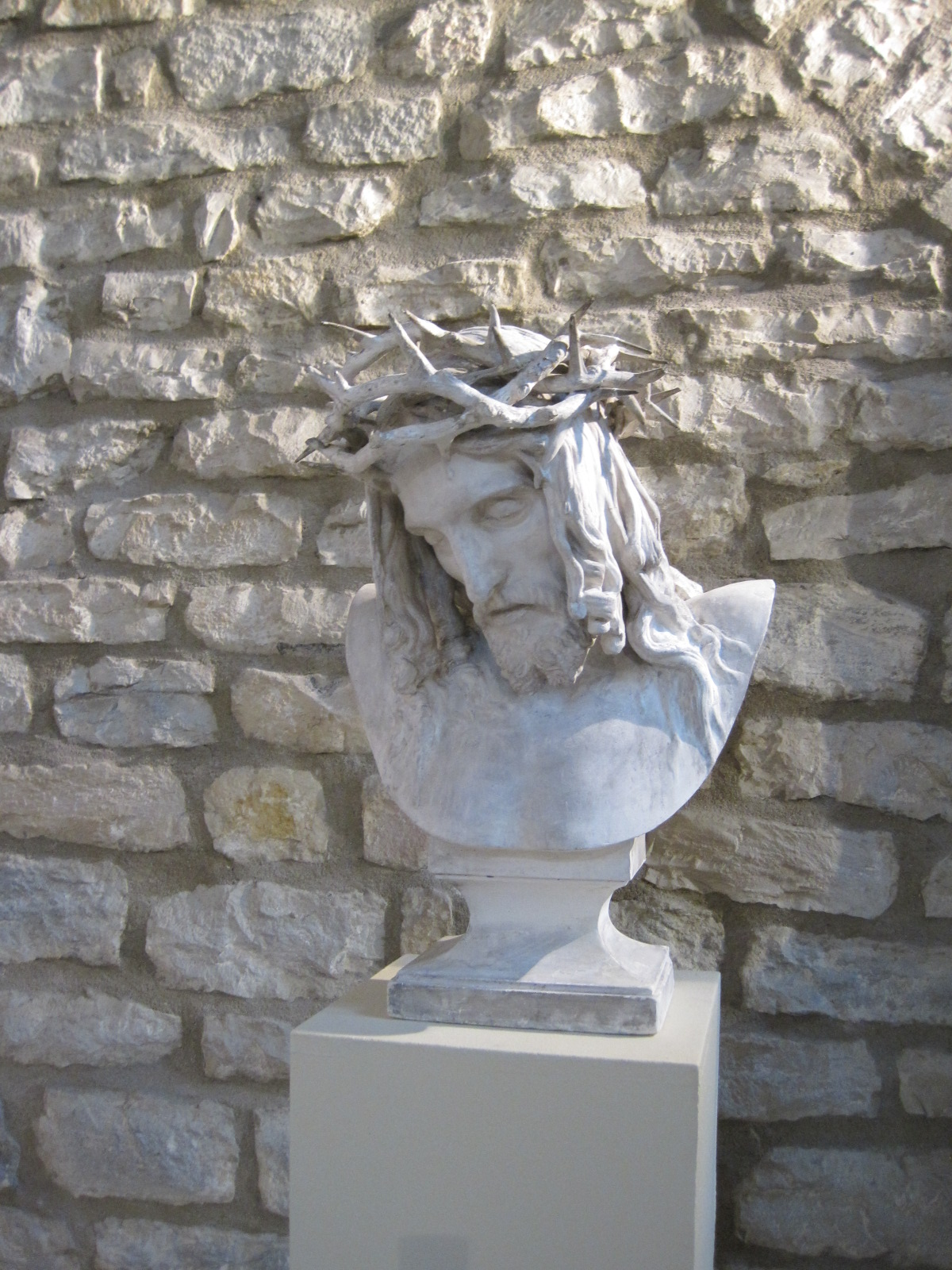
Christ crucifié (vers 1857), Dijon, musée Rude.
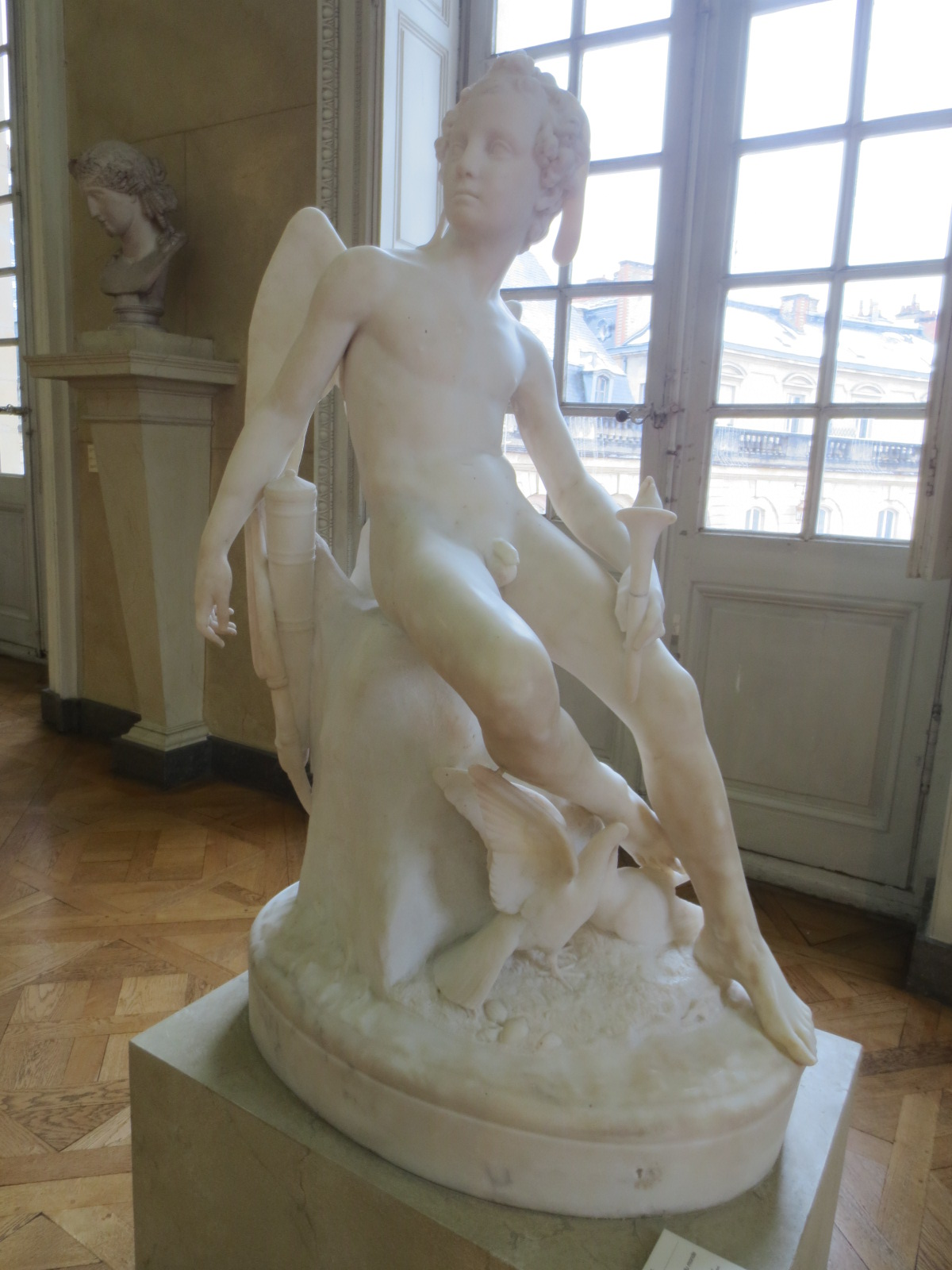
L'Amour dominateur du monde (1857), musée des Beaux-Arts de Dijon.
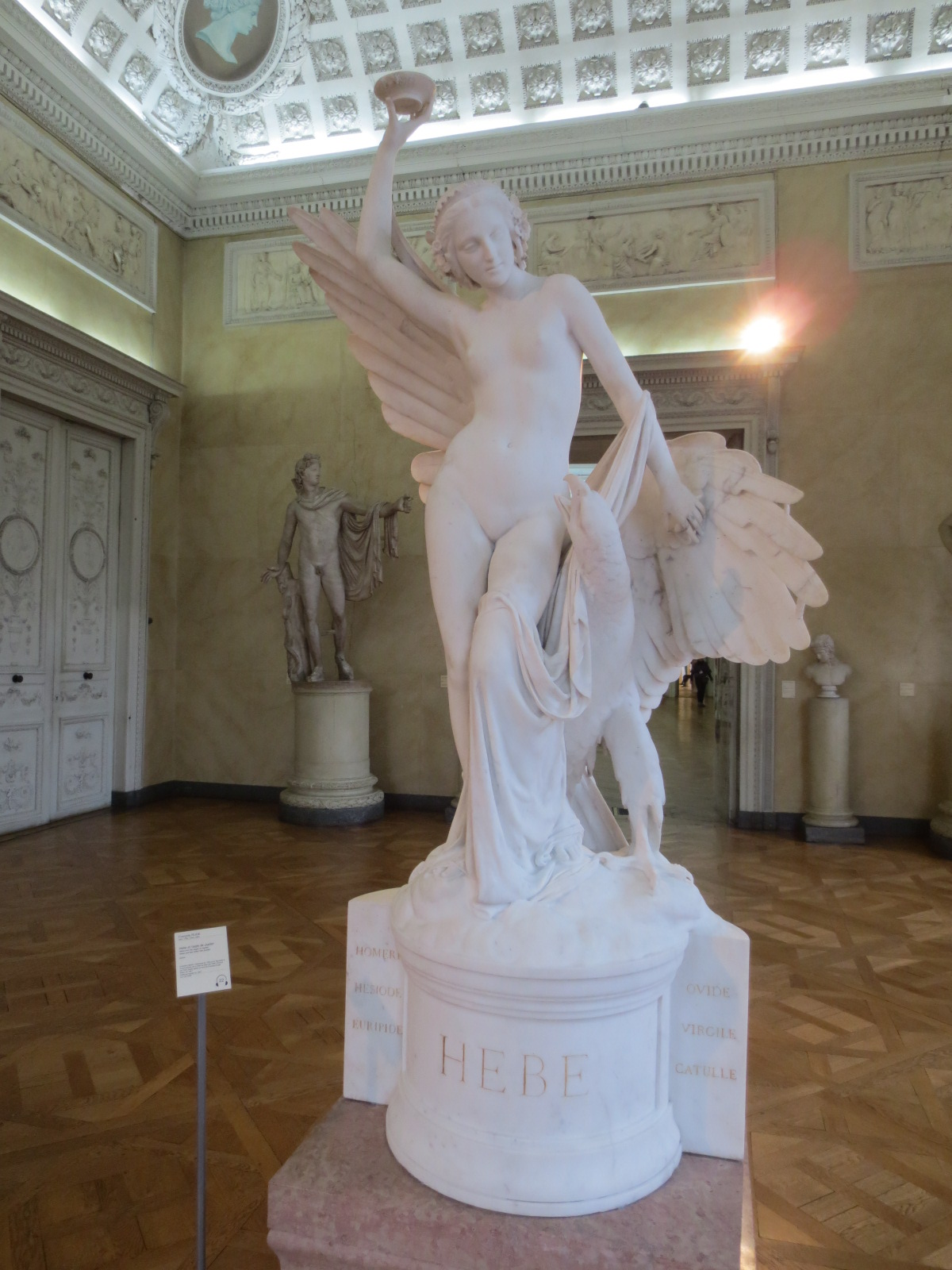
Hébé et l'Aigle de Jupiter (1857), musée des Beaux-Arts de Dijon.
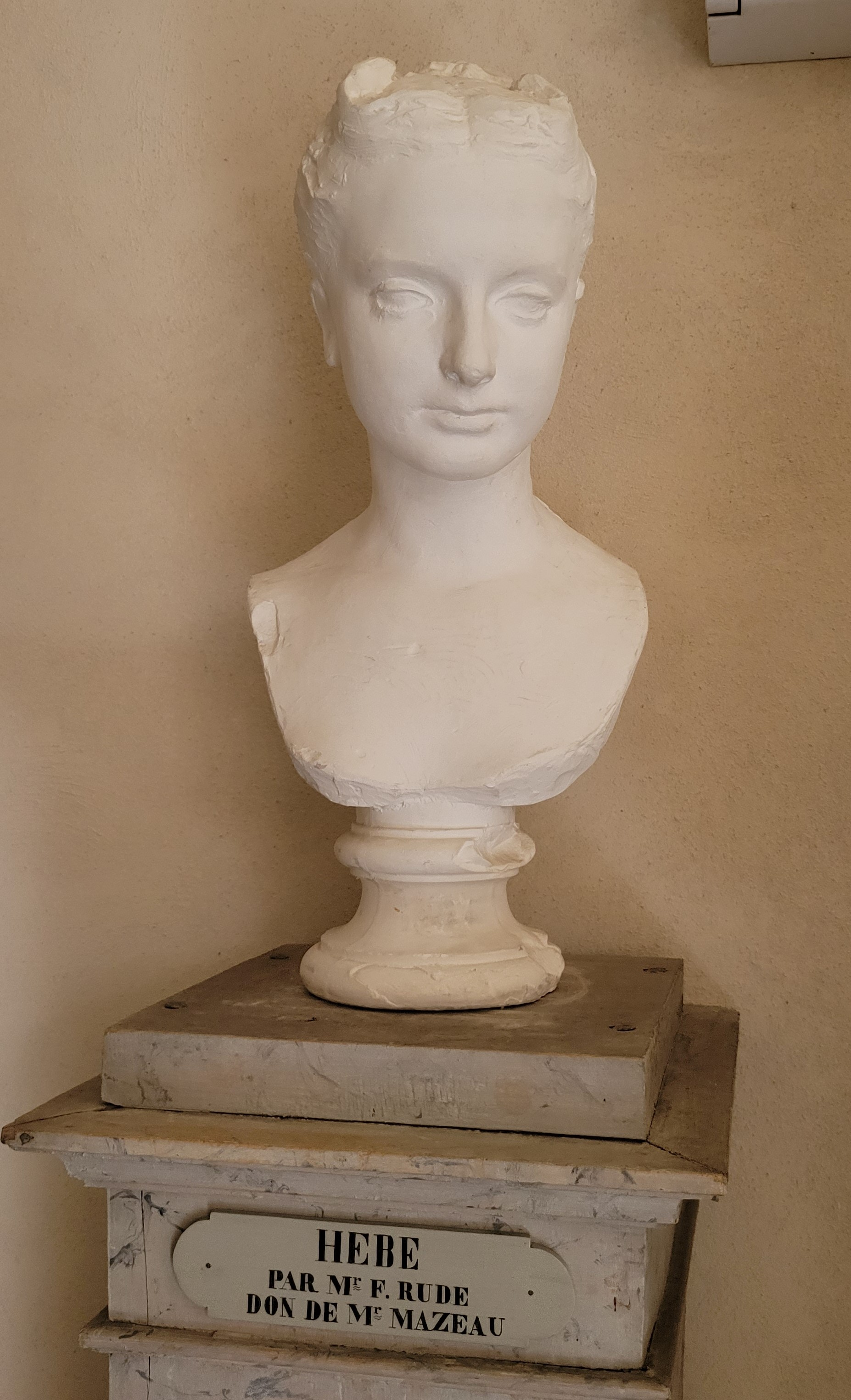
Hébé, en plâtre, musée de Semur-en-Auxois

## Hommages, postérité

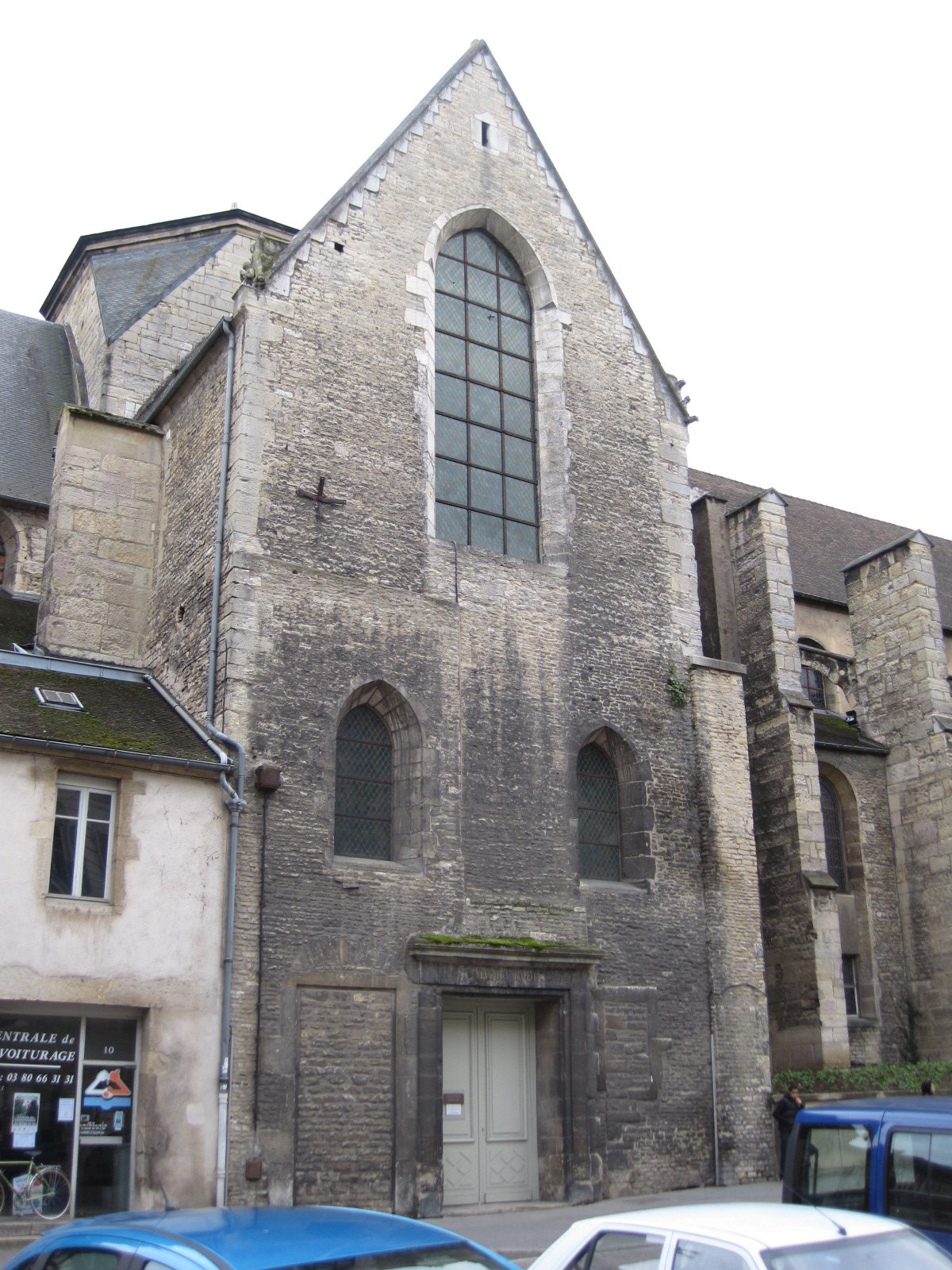
Entrée du musée Rude, dans l'ancienne église Saint-Étienne de Dijon.

Le musée des Beaux-Arts de Dijon conserve quelqu'une de ses œuvres.
En 1835, Claude Noisot fait aménager le Musée et Parc Noisot à Fixin près de Dijon avec, entre autres, Napoléon s'éveillant à l'Immortalité, commandé à son ami François Rude.
En 1936, La Poste émet un timbre représentant le haut-relief de l’Arc de triomphe.
En 1947, sa ville natale de Dijon fonde le musée Rude dans le transept de l'ancienne église Saint-Étienne de Dijon. Il conserve uniquement des moulages, dont un surmoulage en plâtre grandeur nature du Départ des volontaires de 1792.
En 1984, une pièce commémorative de Dix francs François Rude est émise à l'occasion du bicentenaire de la naissance du sculpteur.
La place François-Rude (débouchant sur la rue du même nom) lui est dédiée par la ville de Dijon, avec sa fontaine du Bareuzai centrale de Noël-Jules Girard (inspirée de son œuvre).
François Sicard a sculpté sa statue en pierre, érigée dans le jardin de l'Évêché à Lisieux.

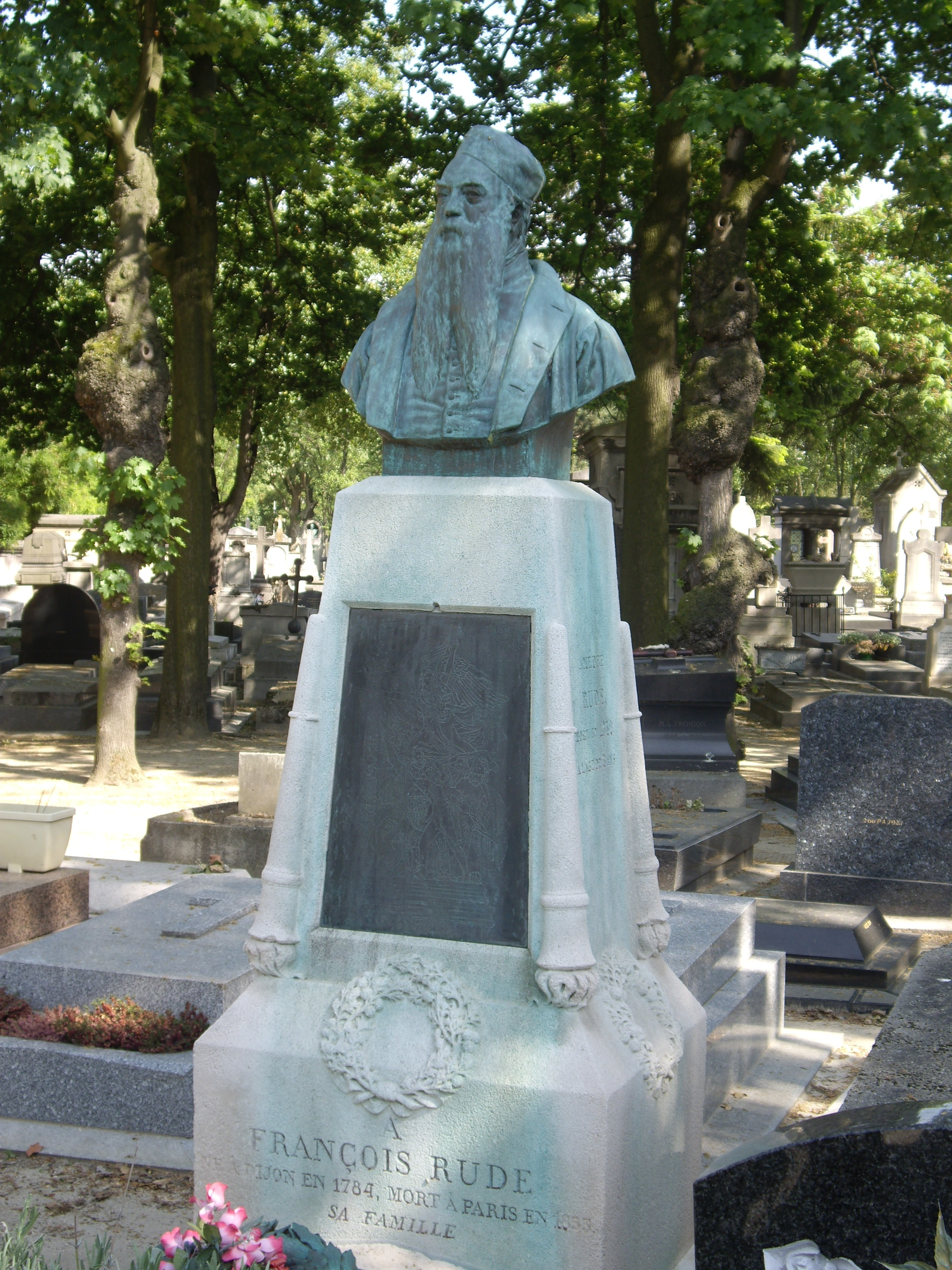
Sépulture de François Rude à Paris au cimetière du Montparnasse (sculpture de Paul Cabet).
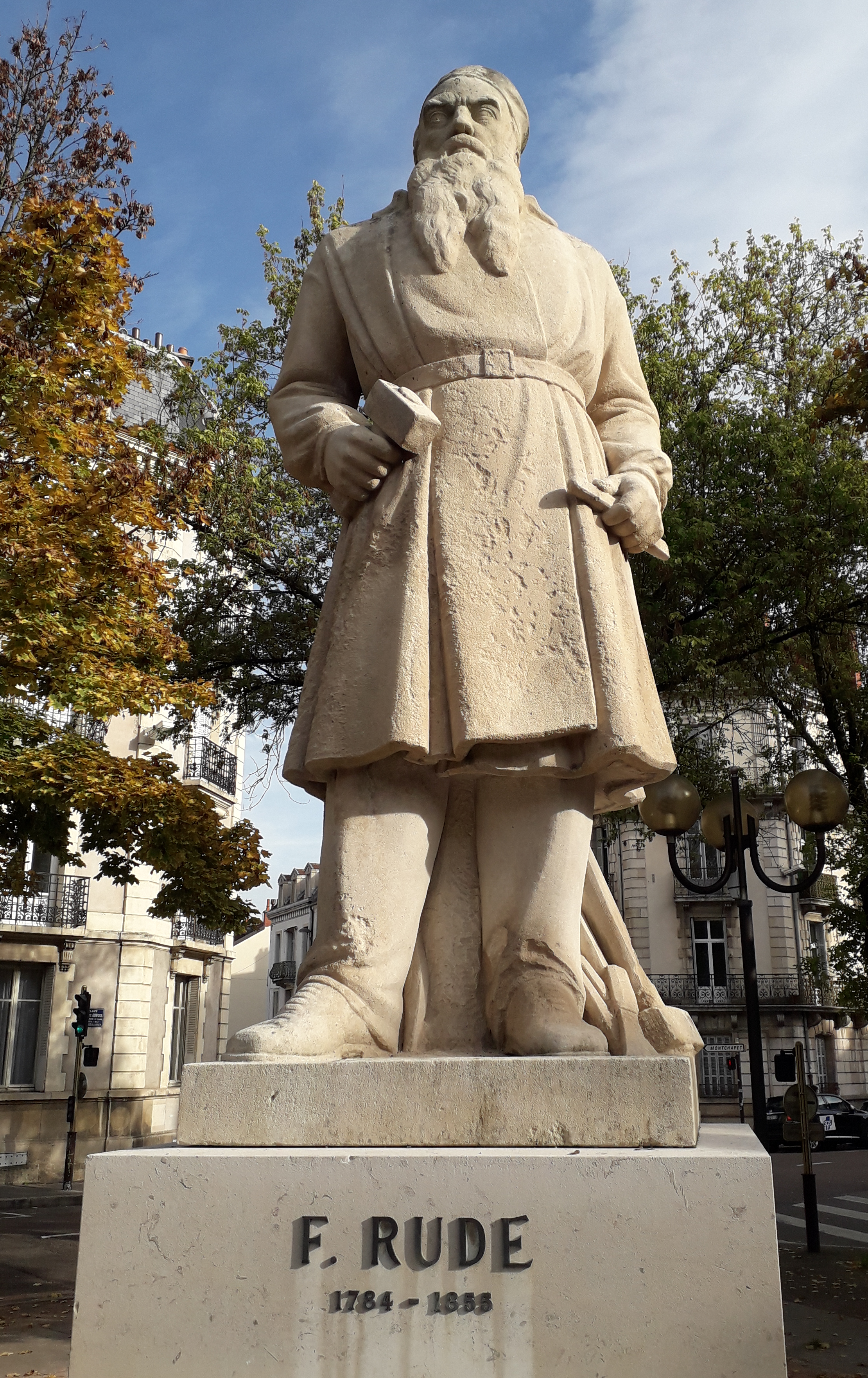
Monument à François Rude, place Augustin-Dubois à Dijon.
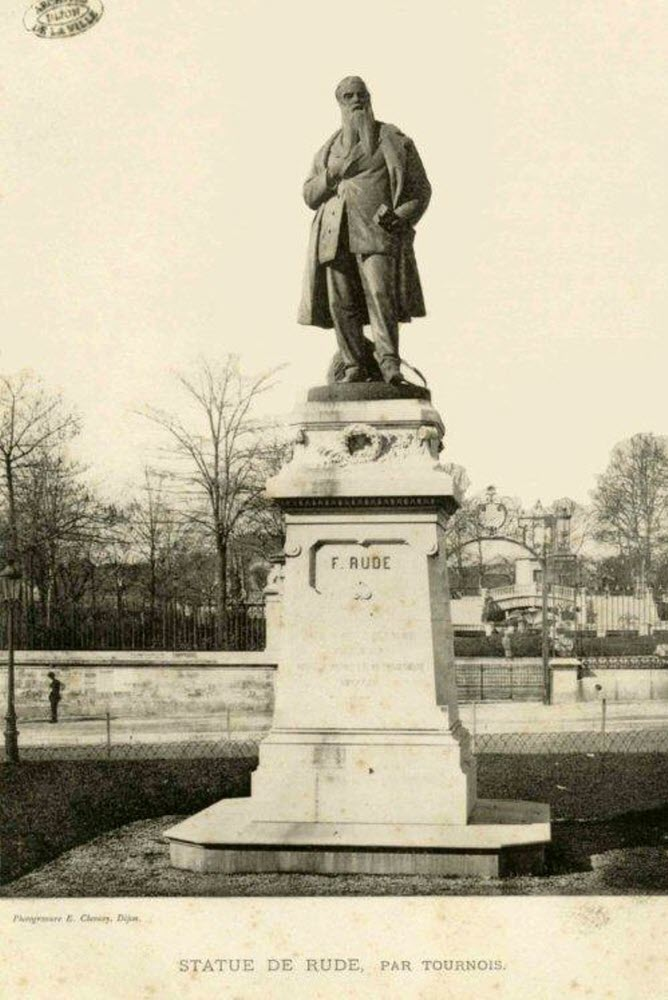
Ancienne statue, place Darcy à Dijon, détruite en 1942.
Pièce de 10 francs François Rude
Pièce de 10 francs François Rude
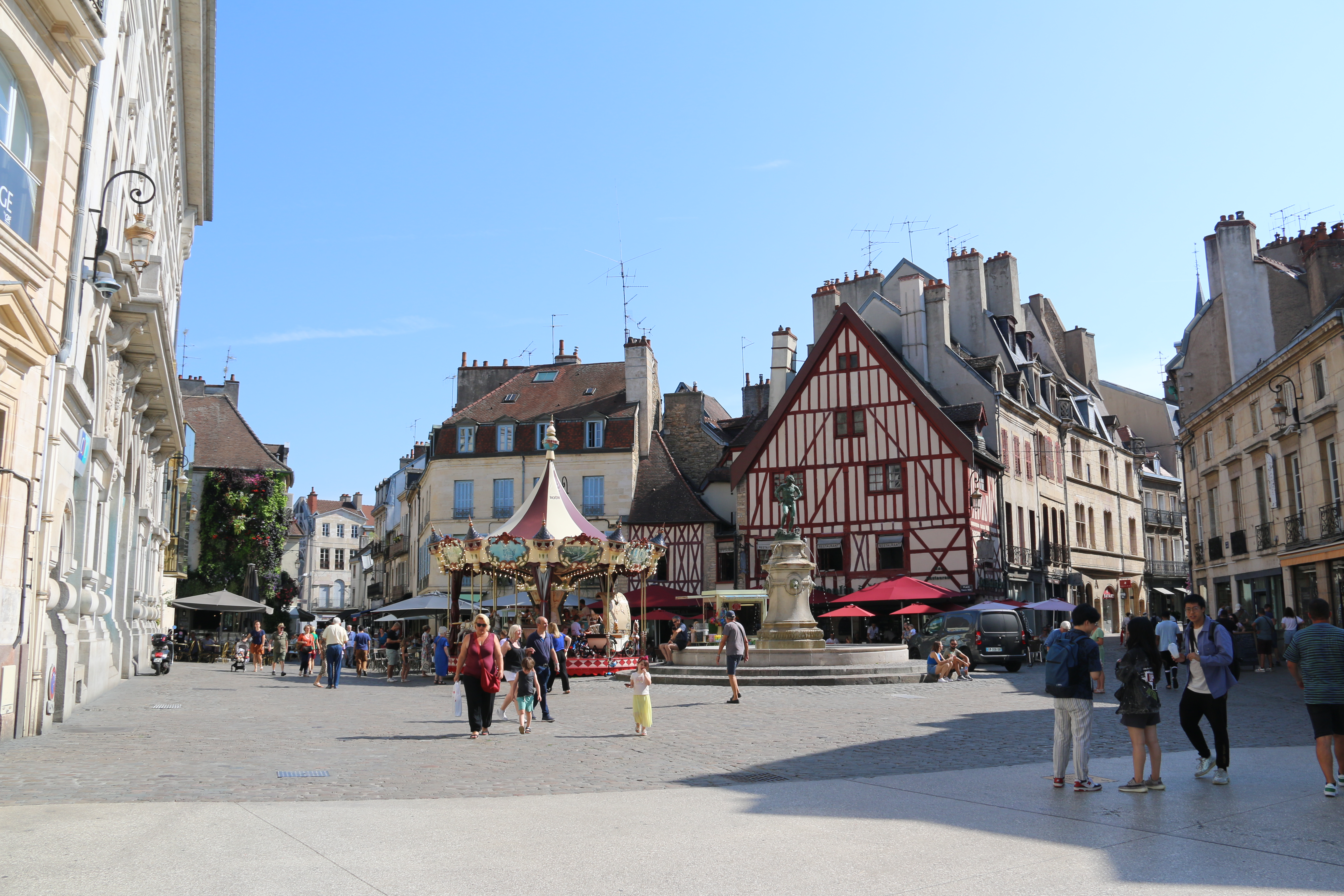
Place François-Rude de Dijon, et fontaine du Bareuzai.